# Aborigènes d'Australie
Pour les articles homonymes, voir Aborigène.
Les Aborigènes d’Australie (en anglais : Aboriginal Australians) sont les premiers humains connus à s'être établis sur le territoire de l’Australie et sont reconnus comme l’un des deux peuples autochtones d’Australie avec les Insulaires du détroit de Torrès. Leur culture vieille de plusieurs dizaines de millénaires est parmi les plus anciennes au monde.
L'arrivée des Européens sur l'île continent en 1788 provoque d'importantes conséquences sur les Aborigènes : leur nombre diminue drastiquement à la suite des conflits, massacres et maladies inconnues apportées du continent européen par les colons britanniques. Ceci entraîna alors le déclin de leur situation démographique, sociale et économique. Depuis les années 1960, la communauté Aborigène se voit accorder progressivement le droit de vote, la citoyenneté australienne puis le droit de se présenter aux parlements locaux et certains homelands leur sont restitués à partir de 1976 tandis que leur population augmente. Néanmoins, ils restent en marge du développement australien et ne bénéficient pas encore de certains privilèges.

## Définition

### Étymologie et définition
Le nom commun « aborigène » est issu du latin ab origine, qui signifie « depuis l’origine ». Il est la traduction anglaise du français « indigènes ». Il désigne plus généralement une population descendant des premiers habitants connus de sa terre natale.
S'il est utilisé en anglais (aboriginal) pour désigner plusieurs peuples autochtones dans différentes régions du monde, il n'est utilisé en français comme nom propre (avec une majuscule) que pour désigner les premiers habitants d'Australie.
Certains groupes Aborigènes des déserts de l'ouest et le centre de l’Australie se désignent eux-mêmes par le mot « Aṉangu », qui signifie « humain » ou « gens »,.

### Désignation contemporaine
Longtemps appelés « les Noirs » par les colons européens, les Aborigènes ne sont recensés comme citoyens australiens que depuis 1967.
Aujourd'hui, du point de vue du gouvernement de l'Australie, le terme « Aborigène » désigne une personne qui remplit ces trois critères :
- avoir des ancêtres aborigènes ;
- s’identifier elle-même comme aborigène ;
- être reconnue comme telle par la communauté aborigène.

Officiellement, un terme tel que « en partie aborigène » ne veut rien dire : on est aborigène ou on ne l’est pas. La couleur de peau n’est pas un critère et certains Aborigènes ont une peau très claire, alors que certains de leurs ancêtres étaient noirs de peau. La même définition s’applique aux indigènes du détroit de Torrès.
Cette définition australienne est très différente de l'ancienne définition américaine, la one drop rule selon laquelle était afro-américaine toute personne ayant un ancêtre afro-américain, qu’elle le reconnaisse et revendique ou non, et qu’elle soit ou non reconnue comme telle par les autres afro-américains.

## Histoire

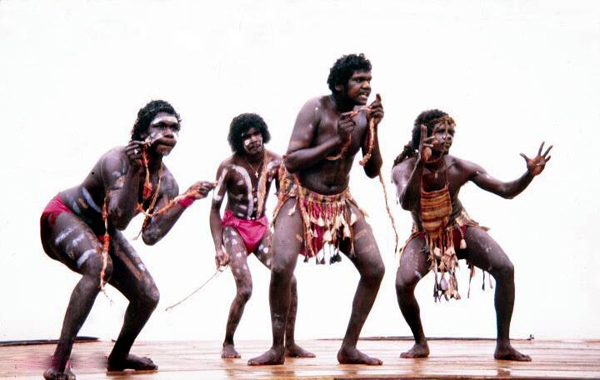
Danseurs aborigènes d’Australie (1981).

### Origines paléoanthropologiques

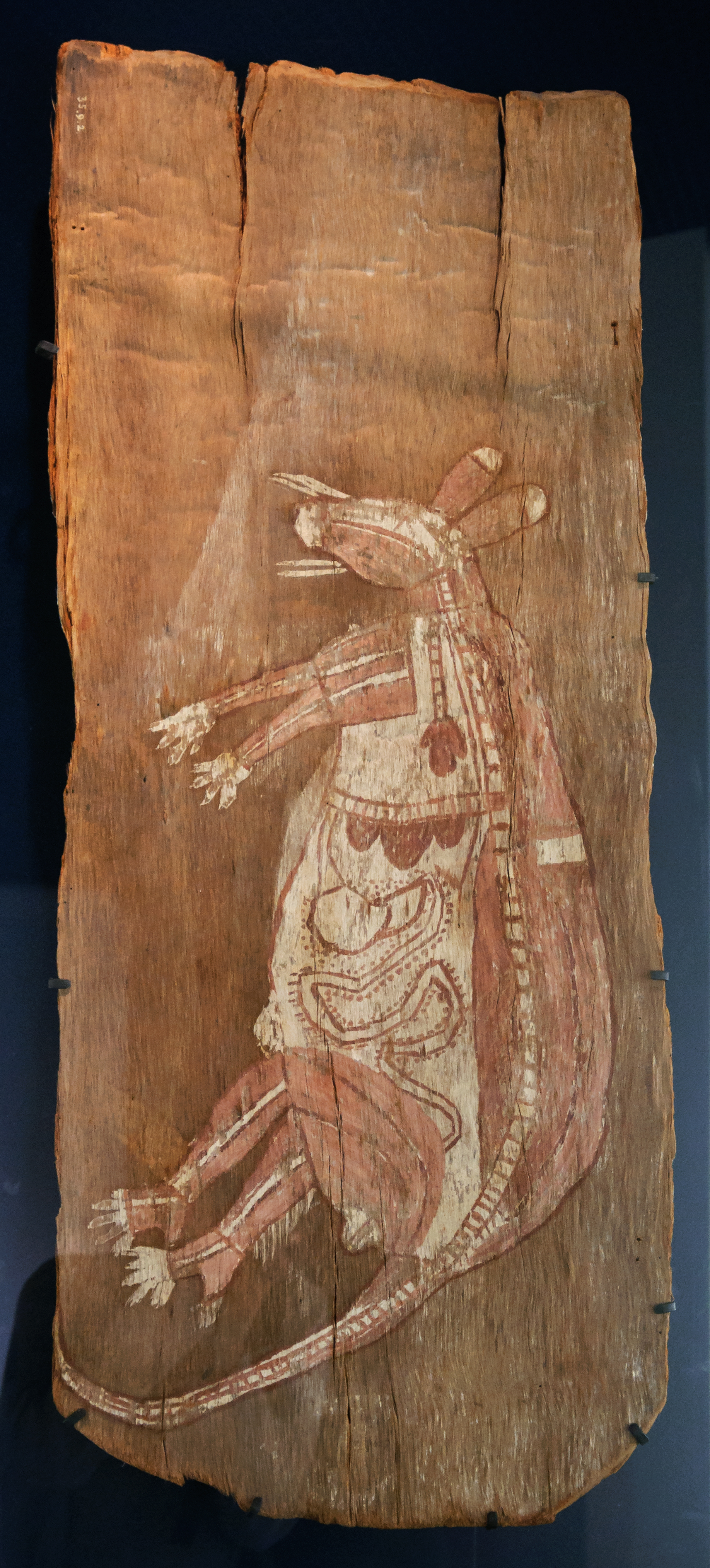
Exemple de peinture aborigène sur écorce : anatomie d'un kangourou.

L’Océanie, c’est-à-dire l'Australie et la Nouvelle-Guinée, n’a jamais été rattachée à l’Asie : le pont océanique qui reliait au quaternaire les îles de l’Indonésie était coupé au moins entre celles de Sumbawa et de Florès, ainsi qu’entre Alor et Timor ; de même, les Moluques et la Nouvelle-Guinée étaient isolées du reste de l’archipel. De ce fait, il existe plusieurs hypothèses au sujet de l’origine des Aborigènes, qui s’accordent sur la certitude qu’ils ont dû naviguer pour parvenir en Australie. L’une d’elles avance qu’ils seraient venus de l’archipel indonésien par le nord, via Timor, il y a 40 000 ans.
Une autre suggère qu’ils auraient d’abord peuplé l’ouest et le sud de la Nouvelle-Guinée, qui elle, formait alors avec l’Australie un seul continent nommé Sahul. Ces deux théories ne sont pas exclusives et il est possible que plusieurs vagues de peuplement soient arrivées à différents moments, ou en même temps en différents points géographiques du continent. Quoi qu’il en soit, l’isolement génétique de la population aborigène par rapport aux autres populations d’Eurasie daterait d’il y a environ 50 000 ans.
On pense que l’homme de Mungo (découvert au bord du lac Mungo, dans le Sud de la Nouvelle-Galles du Sud, à 3 000 kilomètres de la côte du Nord de l’Australie) est un ancien habitant de l’Australie qui aurait vécu il y a environ 40 000 ans, au Pléistocène. Il a été enterré avec un certain cérémonial, car on a retrouvé auprès de lui des outils en pierre, des os de wombats d’une espèce éteinte et de kangourous géants. À cette époque, l’espèce Homo sapiens n’avait pas encore atteint l’Amérique.
Les indices anthropologiques, génétiques et archéologiques démontrent que l’occupation humaine, selon le lieu géographique du continent, date au maximum de 75 000 ans (date discutée ; celle de 125 000 ans a aussi été avancée), avec une moyenne fixée à 40 000 ans environ. Le séquençage du génome d’un Aborigène du début du XXIe siècle montre, selon les règles de l’horloge génétique, que les ancêtres des Aborigènes seraient arrivés en Asie il y a environ 70 000 ans et seraient isolés en Australie depuis 50 000 ans. Depuis cette période, les Aborigènes ont développé en autarcie une culture qui leur est propre. De nouvelles fouilles archéologiques, entreprises entre 2012 et 2015 sur le site de Madjedbebe dans le Nord de l’Australie, tendent néanmoins à prouver qu’Homo sapiens y était présent il y a 65 000 ans ± 6 000 ans.

### Période pré-coloniale et premiers contacts
(mars 2022).
Au moment des premiers contacts, il y a en Australie environ six-cents peuples différents pratiquant cinq-cents langues, cultures et sociétés différentes. Aucun spécialiste ne connait ces cinq-cents peuples. Selon Alain Testart, on n'en connaitrait précisément seulement trois ou quatre actuellement[réf. nécessaire].
Les Aborigènes d’Australie ont souvent été présentés par leurs colonisateurs comme de simples chasseurs-cueilleurs n’ayant, de ce fait, ni attachement au sol ni droits sur leurs territoires. La réalité est plus complexe, comme l'attestent les très nombreux témoignages des premiers Européens à avoir exploré le continent. Au moment du contact, les notes des explorateurs font en effet état, de manière consistante, répétée et souvent illustrée, de pratiques agricoles et piscicoles avancées et adaptées à un environnement exigeant et fragile. Ces techniques ingénieuses et fort bien maîtrisées permettaient alors de subvenir de manière permanente et satisfaisante aux besoins de populations importantes, souvent sédentarisées dans des villages étendus aux constructions élaborées et durables. Ces mêmes techniques permettaient en outre d’accueillir, sur certains sites, à intervalles plus ou moins réguliers, de grandes manifestations culturelles rassemblant un nombre très important d’individus’.

#### Techniques agricoles
En raison de la fragilité générale des sols, les communautés aborigènes avaient adopté depuis bien longtemps des techniques agricoles adaptées à leurs environnements naturels. Les premiers Européens n’en reconnurent pas moins instantanément des éléments du paysage agricole auquel ils étaient accoutumés. Ainsi le major Thomas Mitchell (1792-1855) : « L’herbe est fauchée et empilée en meules, de telle manière que le désert prend l’aspect d’un champ à la fenaison. Et ces alignements de meules s’étendaient sur plusieurs kilomètres. […] Des piles de graminées séchées, cueillies expressément dans le but d’en extraire les graines, bordaient notre chemin sur des kilomètres. Je comptais 9 miles le long de la rivière, durant lesquels nous chevauchions dans cette prairie dont la végétation touchait la sangle de nos selles ».

#### Maîtrise des brûlis
Les premiers explorateurs furent étonnés, en découvrant le nouveau continent, de l'aspect des paysages, qu'ils comparaient souvent à un « jardin à l'anglaise ». Les forêts impénétrables y étaient rares, et l'espace y était ouvert, structuré en une alternance de prairies, de bosquets, et de futaies dépourvues de sous-bois. Ils furent également frappés par la dextérité avec laquelle les indigènes utilisaient le feu pour entretenir ce paysage. Armés de leurs bâtons à feu (fire-sticks en anglais), et aidés par une solide connaissance des conditions climatiques, du régime des vents et de la biologie des plantes, les Aborigènes pratiquaient en effet des brûlis raisonnés, selon un calendrier coordonné entre les tribus et organisés en vastes damiers. Ceux-ci leur permettaient de contrôler la croissance des buissons, d'alimenter en cendre les végétaux dont ils se nourrissaient, de réveiller les graines de leur dormance et, plus généralement, d'organiser sur le long terme le paysage à leur guise. Les brûlis étaient également l'occasion d'encourager le gibier à se déplacer vers des espaces repérés par avance et d'en faciliter ainsi la chasse et la capture.

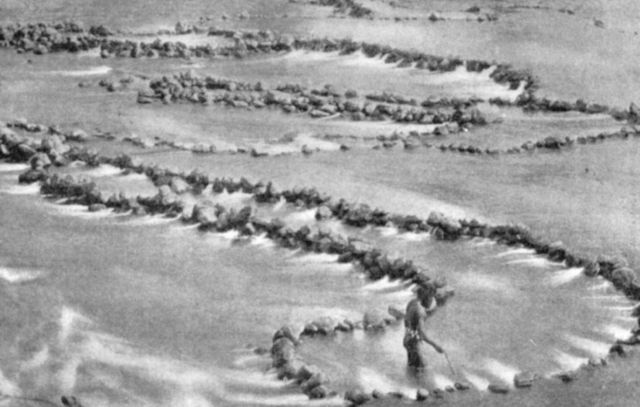
Pêcherie aborigène de Brewarrina.

#### Irrigation et pisciculture
Du fait des conditions climatiques parfois extrêmes, les Aborigènes avaient développé, pour l’entretien des cultures, des ouvrages et des techniques d’irrigation, le plus souvent couplées à une exploitation piscicole. Certains de ces aménagements, dont beaucoup ont été détruits ou endommagés après la colonisation, sont encore visibles, un des plus imposants étant le site de Brewarrina, où la construction et l’entretien des retenues d’eau et des digues a nécessité l’effort coordonné de milliers de personnes pendant des générations. L’utilisation agricole de ces ouvrages, régulés par un système de vannes et servant également de frayères, était couplée à des pêcheries parfois équipées de nasses, de plateformes avec déversoir ou de perchoirs sur lesquels les pêcheurs pouvaient se poster pour harponner leurs proies. La gestion des ouvrages, parfois conçus pour la capture d'un type particulier de poisson et des droits de pêche était précisément encadrée par la coutume dans un souci de partage des ressources prenant en compte aussi bien l'amont que l'aval du dispositif.
Ces techniques de gestion de l’eau étaient complétées par le creusement et l’aménagement de puits, dont les conduits souvent maçonnés étaient couverts de pierres taillées assujetties pour éviter la pollution et l’évaporation.

#### Habitats et villages
Au moment du contact avec les premiers Européens, cette exploitation ingénieuse et durable des ressources, associée à des techniques de transformation, de conservation et de stockage des aliments, avait permis aux sociétés aborigènes de développer des communautés stables et sédentaires ou semi-sédentaires, regroupées dans de véritables villages. Les types d’habitat dépendaient des matériaux de construction disponibles localement. Certaines demeures, qui pouvaient atteindre une taille assez importante, étaient constituées d’une base en pierres cimentées par un mortier mêlant boue et terre de fourmilière, surmontée par une charpente faite de branches assemblées en forme de dôme, le tout couvert de mottes de gazon ou de mortier. D’autres constructions étaient entièrement appareillées en pierre et couvertes de lauzes plates. Les espaces d'habitation étaient associés à des annexes utilisées pour le stockage des denrées et à des espaces enclos probablement destinés à contenir des animaux domestiques. Les habitats étaient, de l’avis des premiers explorateurs qui y furent accueillis par les autochtones, ou qui s’y abritèrent sans leur permission, bien conçus, très solides, élégamment construits et confortables.

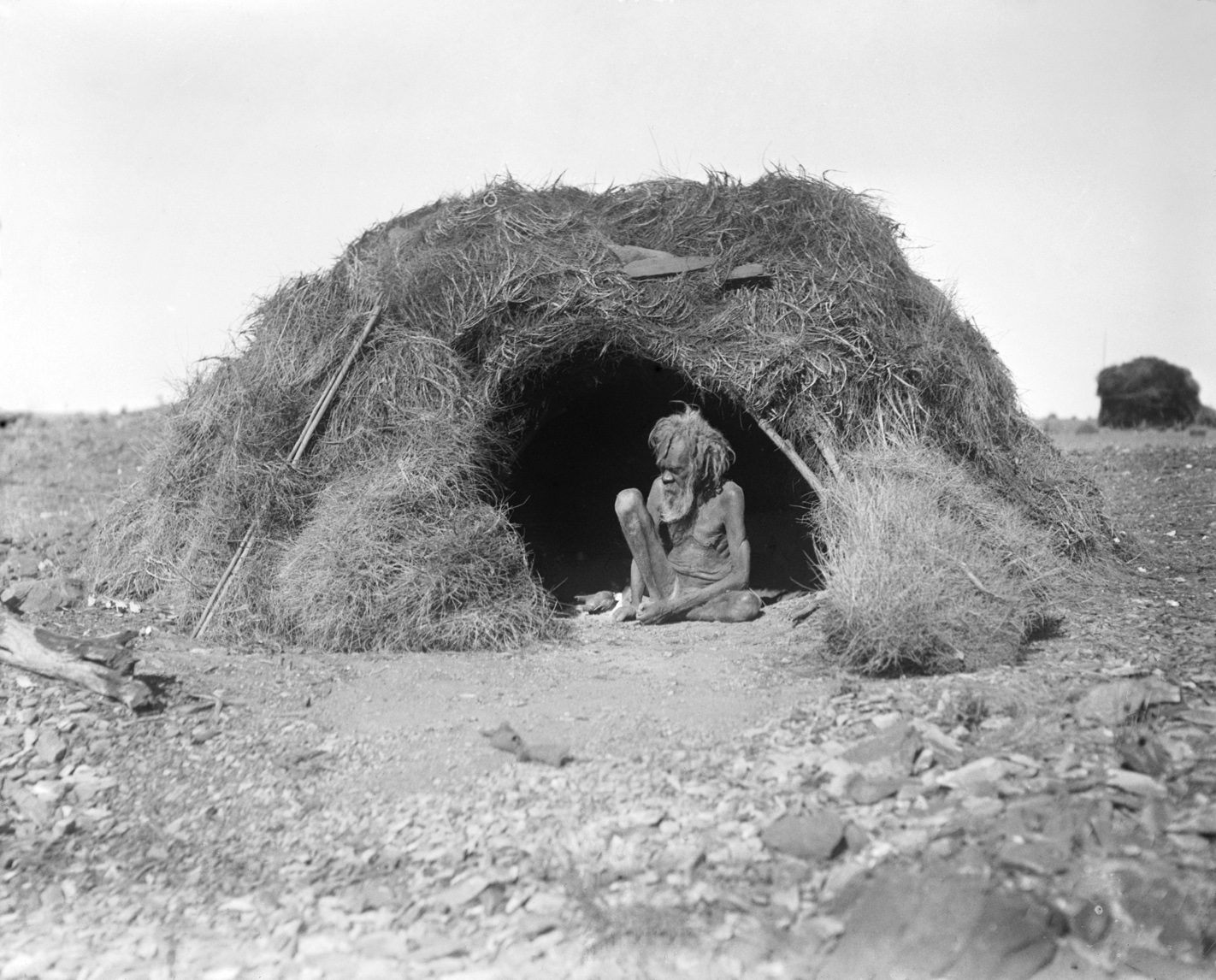
Un homme Arrernte du Territoire du Nord et une hutte traditionnelle en 1920.

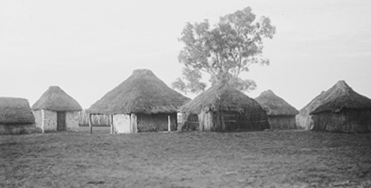
Village aborigène photographié en 1923 dans le Territoire du Nord.

#### Impact de la colonisation
Le choc de la colonisation fut extrêmement rude pour les populations autochtones et pour l’environnement fragile dont elles dépendaient étroitement. L’arrivée sur le continent australien du mouton et du cheval eut un effet dévastateur sur les sols qui, en l’espace d’une génération, se trouvèrent stérilisés par le piétinement des sabots et le pâturage extensif des ovins.
S’exerçant sur une population affaiblie par la rupture de ses équilibres alimentaires, les exactions commises par les colons pour s’approprier les terres des Aborigènes finirent de désorganiser les communautés autochtones, dont les habitats furent incendiés, les sites sacrés profanés et les systèmes d’irrigation et de pisciculture saccagés.
La pratique des brûlis, incompatible avec l'apparition des clôtures et des stations de regroupement pour le bétail, fut combattue par les colons et rapidement abandonnée. Les bénéfices millénaires de cette technique furent immédiatement perdus. En l'espace de quelques années (selon le rythme adopté par les Aborigènes, une parcelle devait être « traitée » tous les cinq ans) les paysages du continent furent altérés. Des taillis impénétrables ne tardèrent pas à se former dans les espaces jusque là ouverts et le cycle vital des plantes, qui s'était depuis des millénaires synchronisé avec le rythme des brûlis jusqu'à en devenir dépendant, fut profondément modifié, au point de faire pratiquement disparaître certaines espèces (comme le yam) dont les Aborigènes dépendaient pour leur alimentation.
C’est la raison pour laquelle les générations suivantes d’émigrants venus d’Europe ne trouvèrent trace, à leur arrivée, ni des villages, ni des cultures, ni des aménagements, ni des communautés organisées présentes avant le contact. Ils en déduisirent que les autochtones avaient toujours vécu dans l’état de nomadisme de subsistance auquel un grand nombre d’entre eux avaient en réalité été réduits par le contact. Une interprétation qui avait en outre le mérite, pour les colons qui partaient vague après vague à la conquête du continent, de laisser libre cours à leur soif de terres en occultant totalement la culture autochtone et les droits acquis par les indigènes sur l’environnement qu’ils avaient soigneusement entretenu pendant des millénaires.

#### Critiques de l'ouvrageDark Emu
L'ouvrage Dark Emu, à l'origine des hypothèses ci-dessus, est vivement débattu,. Le manque de rigueur scientifique de Pascoe, son absence de formation scientifique, l'orientation politique de ses propos constituent des biais soulevés notamment par Peter Sutton et Keryn Walshe dans leur réponse Farmers or Hunter-Gatherers? The Dark Emu Debate, dénonçant les propos de cet ouvrage.

### Période de la colonisation britannique

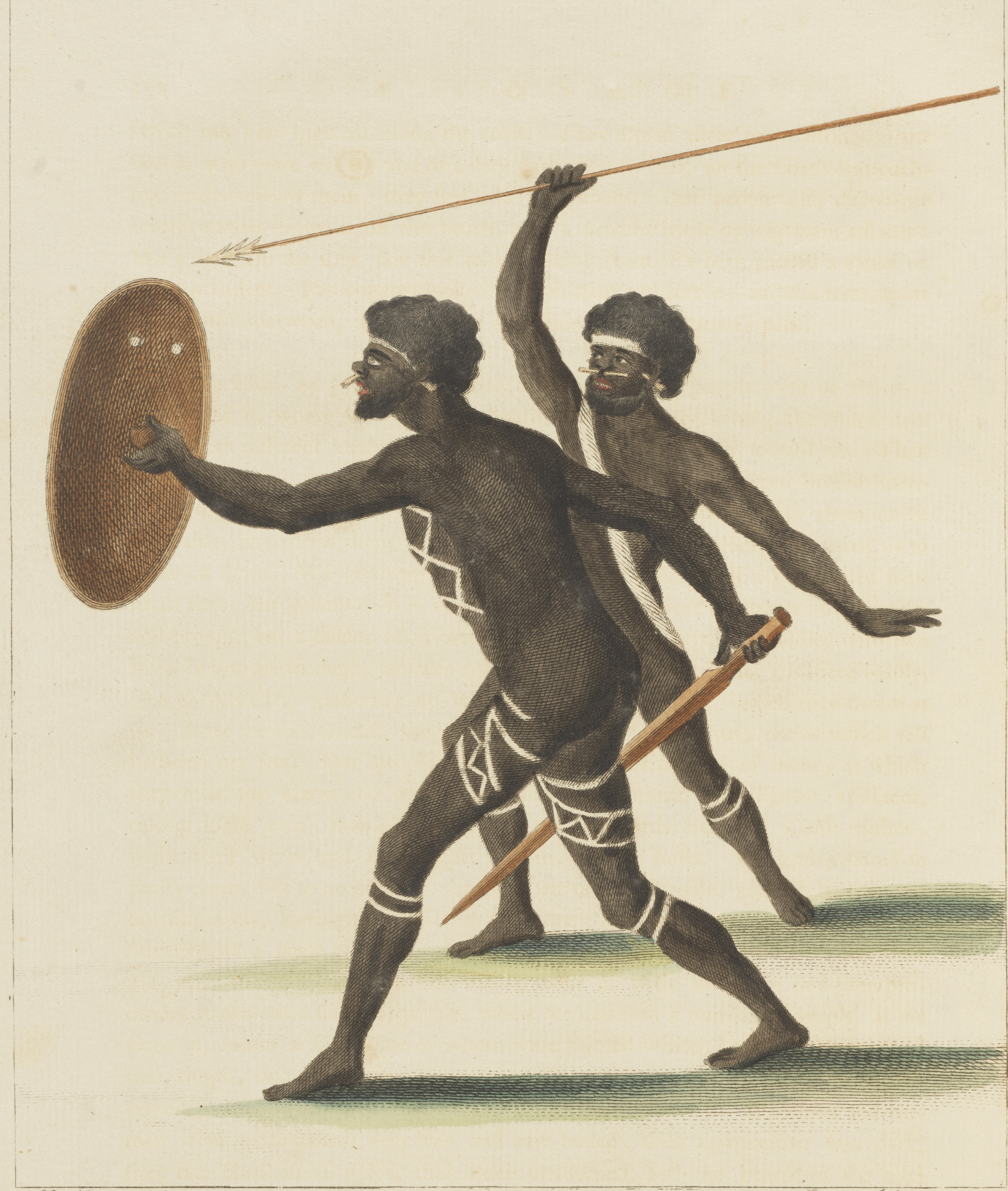
Two of the Natives of New Holland, Advancing to Combat (1770), par Sydney Parkinson.

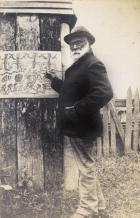
William Barak (c.1824-1903), peintre et militant. On retient aujourd'hui de Barak son œuvre artistique, des dessins qui révèlent la vie traditionnelle de sa jeunesse et les rencontres avec les Européens.

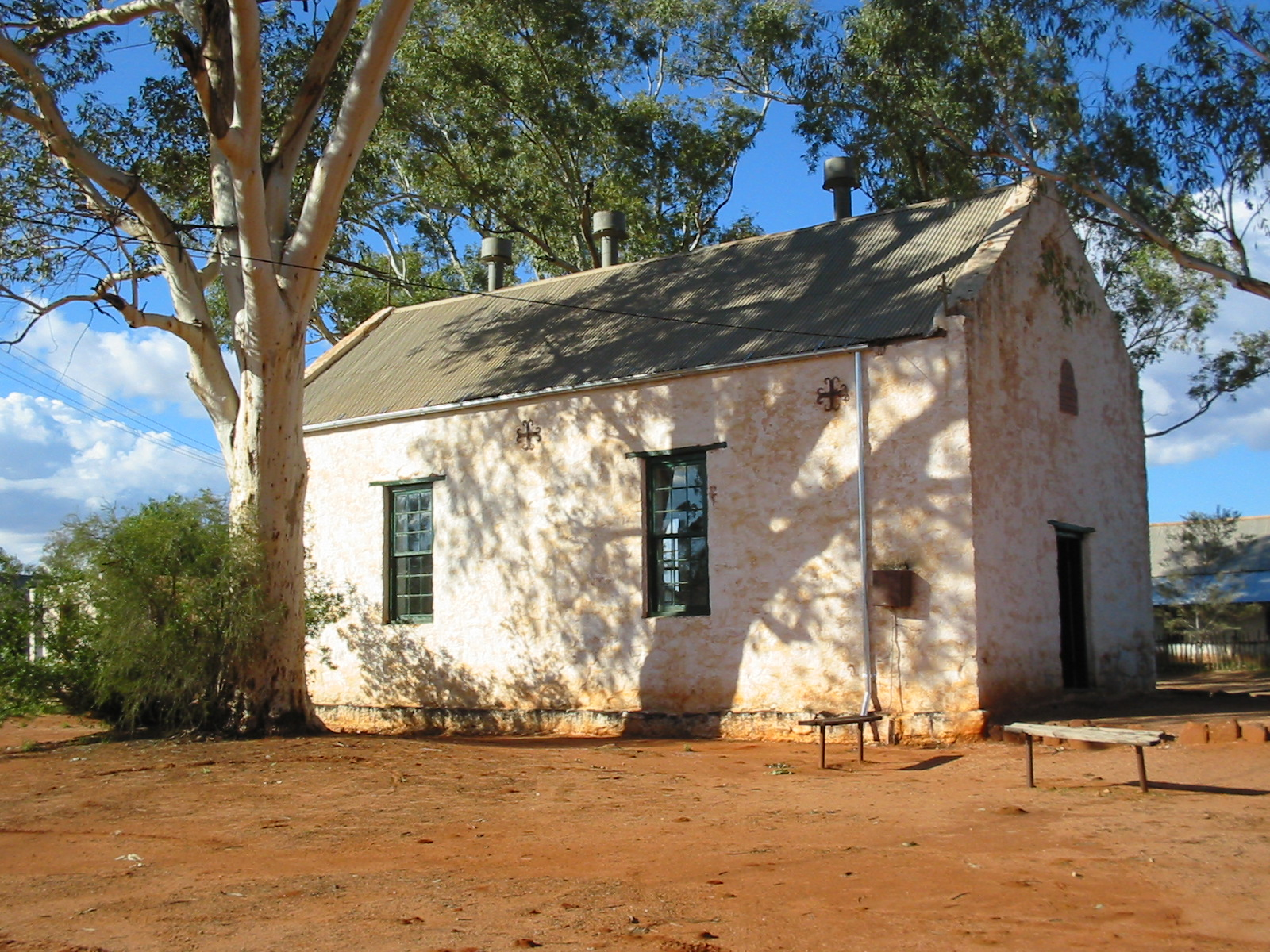
Hermannsburg Mission. Au cours du XIXe siècle, les Européens prennent le contrôle de la plupart des régions du pays et beaucoup d'Aborigènes sont repoussés vers des missions et des réserves.

#### Premiers contacts et appropriation des terres
En 1770, le lieutenant James Cook prend possession des deux tiers de l’Australie pour la Grande-Bretagne contre les ordres du roi George III stipulant qu’il doit d’abord conclure un traité avec la population indigène. Londres déclarant que l’Australie est inoccupée (voir Terra nullius) permet l’établissement d’une colonie pénitentiaire. Cook a noté ses impressions sur les Aborigènes de Nouvelle-Hollande dans son journal : « en réalité ils sont bien plus heureux que nous les Européens… Ils vivent dans la tranquillité qui n'est pas troublée par l'inégalité de la condition. La terre et la mer leur fournissent toutes les choses nécessaires pour vivre… Ils vivent dans un climat agréable et ont un air très sain… ils n'ont aucune abondance. »

#### Débarquement des premiers colons
En 1788, la First Fleet des colons britanniques arrive à Sydney. À cette date l’Australie était peuplée par 250 tribus, occupant tout le continent, chacune avec sa propre langue, ses lois et ses frontières tribales ; c’est la plus ancienne culture survivante sur terre. La population autochtone est alors d'environ 400 000 individus, en 1911 ils ne seront plus que 31 000.
Le premier gouverneur, Arthur Phillip, a été chargé d'établir des rapports avec les Aborigènes et de vivre dans l'amitié et la bonté avec eux, mais les maladies européennes, l'alcool et l'expansion coloniale ont rapidement exercé un effet destructif sur la population indigène. Bennelong (1764-1813) était un Aborigène d'Eora, dans la région du Port Jackson, qui a été enlevé par les colons et qui a servi de premier intermédiaire entre colons britanniques et les Aborigènes lors de l'arrivée des Européens en Australie. Bennelong et un ami sont allés avec Phillip en Angleterre en 1792, faisant d'eux les premiers Aborigènes australiens à visiter l'Europe.
Il y avait d'autres médiateurs comme Bungaree et Mokare, et il y avait des résistants militants comme Yagan et Pemulwuy. En 1790, Pemulwuy, un Aborigène membre du peuple bidjigal, tue le colon John McIntyre, qu'il accusait d'avoir tué des Aborigènes. À partir de 1792, il mène des attaques répétées contre des colons. Il est finalement abattu en 1802. Sa tête est tranchée et envoyée à Londres, accompagnée d'une lettre du gouverneur Philip King soulignant sa bravoure. Il reste une figure emblématique de la résistance aborigène à la colonisation britannique de l'Australie.
La politique du gouverneur Lachlan Macquarie vis-à-vis des Aborigènes montre sa conscience humanitaire : il fait aménager une école pour leurs enfants ; un village et une ferme indigène pour la tribu de Sydney et organise une réunion annuelle pour eux à Parramatta. Il accorde des ordres du mérite à leurs chefs, mais quand les indigènes montrent des signes d'hostilité, il organise un commando militaire pour les châtier.
Les Anglais traversent les Blue Mountains et entrent sur le territoire des Wiradjuri en 1813 et un conflit s'ensuit. Windradyne, un guerrier wiradjuri mène la résistance contre les colons blancs, avant de chercher à faire la paix avec le gouverneur.
En 1818, le Mermaid, bateau de Philip Parker King, accoste en Australie. Un dessin du bateau a ensuite été gravé sur roche par des aborigènes, ce qui pourrait bien être considéré comme le premier pétroglyphe historique.

#### Colonisation de la Tasmanie
En 1803, des colons britanniques quittent la Nouvelle-Galles du Sud pour s’établir sur la Terre Van Diemen (aujourd’hui la Tasmanie) qui devient une colonie séparée en 1826 et où habitent 6 000 Aborigènes. En 1828, la loi martiale est déclarée dans la colonie par suite de conflits entre des colons britanniques et des Aborigènes. George Augustus Robinson est envoyé sur l'île pour essayer d'y ramener la paix aidé par Truganini, une femme aborigène avec qui il se lie d'amitié. Les Aborigènes sont envoyés sur l'île Flinders où on leur promet logement, nourriture et sécurité en attendant que le calme revienne. Malheureusement, beaucoup meurent de maladies importées par les Européens et les survivants ne seront jamais autorisés à retourner dans leur pays. En 1873, Truganini, dernière survivante de ce groupe, est emmenée à Hobart. Elle y décède en 1876. Sur son lit de mort, elle dira au médecin qui l'assiste « Ne les laissez pas me couper en morceaux ». Après son enterrement, son corps est exhumé et son squelette exposé suspendu dans une vitrine au Tasmanian Museum and Art Gallery où il reste jusqu'en 1947. En 1976, son squelette fut incinéré et ses cendres jetées à la mer malgré l’opposition du musée. Des prélèvements de ses cheveux et de sa peau qui avait été conservés par un musée britannique ne furent rendus à la Tasmanie qu’en 2002.
L'histoire des relations interraciales en Tasmanie demeure un sujet de controverse pour les historiens, mais on sait qu'au moins 307 personnes sont mortes de violences de 1803 à 1834,. Les plus violentes attaques de hors-la-loi, les bushrangers, ont lieu dans le Pays de van Diemen. Des centaines de bagnards sont en liberté dans le bush, des fermes sont abandonnées par les colons et la loi martiale proclamée. Un hors-la-loi aborigène Musquito (originaire de Sydney) défie les autorités coloniales et mène des attaques contre des colons avant d'être arrêté et pendu. Charles Darwin visite Hobart en 1836. Il note qu'une succession récente de « vols, d'incendies et de meurtres par les Noirs » s'était achevée par leur envoi en exil mais on pouvait trouver l'origine des violences dans la « conduite infâme » de quelques compatriotes anglais.

#### Rapports entre colons et leurs alliés indigènes
L'historien Tim Flannery note que les rapports entre les explorateurs européens et leurs compagnons indigènes ont varié considérablement. Watkin Tench de la First Fleet écrit sur la bonne humeur de ses amis eoras de Sydney. Bungaree a accompagné Matthew Flinders lors de sa première circumnavigation autour de l'Australie en 1803. L'unique survivant de l'expédition de Burke et Wills a été soigné par les Aborigènes locaux. Sir Thomas Mitchell faisait attention à noter des noms de lieu indigènes — et pour cette raison 70 % des noms des localités australiennes sont d'origine indigène. Le célèbre explorateur Jackey Jackey (en) (un Aborigène de Nouvelle-Galles du Sud) était un ami fidèle d'Edmund Kennedy, qui mène une exploration vers le cap York en 1848. Kennedy et le reste de son équipe sont tués par des Aborigènes du cap York, mais Jackey Jackey survit et finit le voyage. Mais beaucoup d'explorateurs du XIXe siècle sont des hommes incultes qui ont traité les Aborigènes avec mépris.
Dès les années 1800, on emploie les capacités remarquables de traqueurs des Aborigènes pour poursuivre les bagnards et autres criminels échappés dans la nature, appelés bushrangers.
L'installation d'éleveurs dans l'intérieur du pays est souvent une cause de conflit violent avec des Aborigènes, mais les compétences de gardiens de troupeaux indigènes est source d'importantes économies. Les missions religieuses fournissent souvent un asile lors des conflits tout en facilitant la colonisation. Au cours du XIXe siècle, les Européens prennent le contrôle de la plupart des régions du pays. Beaucoup d'Aborigènes ont été poussés dans des missions et des réserves. Mais l'échange culturel n'était pas unilatéral : en 2004, Germaine Greer a écrit que la culture indigène a sensiblement affecté le développement de la culture australienne. Greer a pu voir des origines indigènes dans beaucoup d'aspects caractéristiques de la culture australienne : l'égalitarisme et la réticence intrinsèque des Australiens ; l'importance de la capacité à raconter une histoire ; l'intonation et le vocabulaire anglais australien.

#### Protectorat des Aborigènes

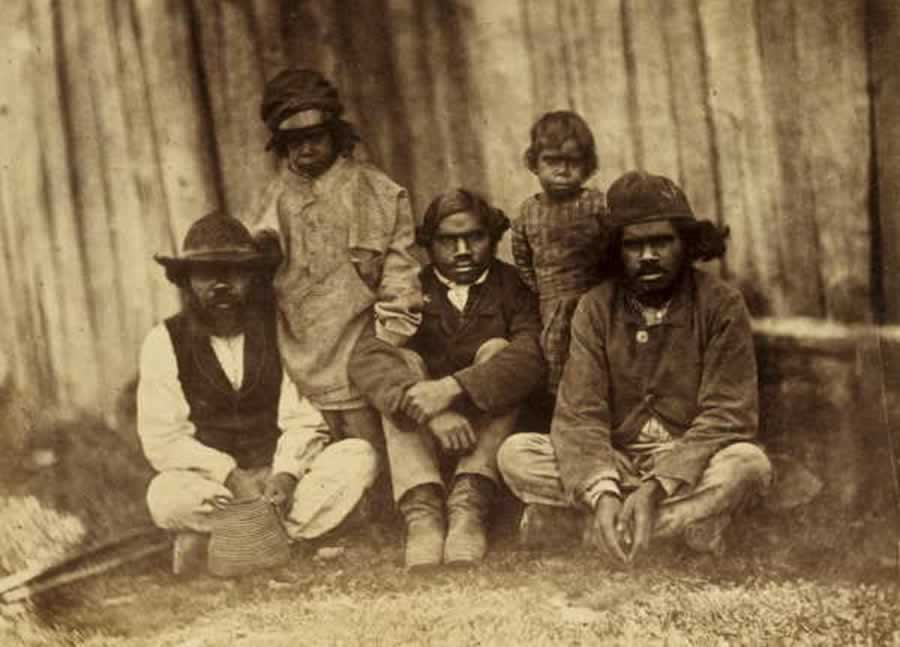
Fermiers indigènes d'un protectorat de la période coloniale au Victoria en 1858.

Le rôle de Protecteur des Aborigènes est issu d'une recommandation du rapport de la commission spéciale de la Chambre des communes du Royaume-Uni. Le 31 janvier 1838, Charles Grant, secrétaire d'État à la Guerre et aux Colonies, envoie le rapport au gouverneur George Gipps. Le rapport recommandait l'engagement de Chefs protecteurs des Aborigènes. Ces derniers devraient apprendre les langues aborigènes d'Australie et leur travail consisterait à veiller aux droits des Aborigènes, à les protéger contre la spoliation de leur territoire et contre tout acte de cruauté, d'oppression et d'injustice. Le protectorat de Port Phillip est mis en place avec George Augustus Robinson comme Chef protecteur et quatre protecteurs à temps plein.
Bien qu'au départ le but était la défense des Aborigènes, en particulier dans les zones reculées, des auteurs estiment que le rôle de protecteur conférait un pouvoir de contrôle disproportionné, allant jusqu'à pouvoir déterminer quels individus peuvent se marier, où ils doivent résider et voyager, ainsi que la mainmise sur la gestion de leurs moyens financiers,. De plus, les protecteurs des Aborigènes sont les principaux artisans de la politique d'assimilation physique et culturelle. Cecil Cook et Auber Octavius Nevillee en particulier, appliqueront leurs théories pour résoudre le « problème aborigène » en Australie, promouvant ce qu’ils appelaient la « dilution de la couleur » (« breeding out of the colour »). La fonction de Protecteur des Aborigènes ne fut abolie que dans les années 1970.

#### Autonomie des colonies
Les colonies australiennes sont devenues autonomes dans les années 1850. Des hommes ont été autorisés à voter en Australie-Méridionale en 1856 ; à Victoria en 1857 ; en Nouvelle-Galles du Sud en 1858, et en Tasmanie en 1896. Ceci a inclus des indigènes, mais ils n'ont pas été encouragés à s'inscrire pour voter. Le Queensland a gagné l'autonomie en 1859 et l'Australie-Occidentale en 1890, mais ces colonies ont refusé à des indigènes toute voix. Toutes les femmes adultes en Australie-Méridionale, y compris les femmes indigènes, ont gagné le droit de voter en 1895.
La ligne télégraphique transaustralienne, qui traverse les terres du peuple Arrernte de l'Australie centrale, est achevée en 1872. Des missionnaires luthériens et des pasteurs ont suivi. Les luthériens ont établi la mission de Hermannsburg en 1877. Des conflits entre les pasteurs et l'Arrernte ont mené à l'établissement d'une force de police indigène régie par l'agent de police William Wilshire. Sa conduite notoire contre l'Arrernte a eu comme conséquence qu'il fut le premier policier à mettre sur l'épreuve pour le meurtre en Australie-Méridionale. Frank Gillen, un opérateur de télégraphe dans le pays Arrernte, a collaboré avec l'anthropologue Walter Baldwin Spencer pour écrire le livre célèbre The Native Tribes of Central Australia au sujet des Arrentes en 1899. Le livre a fourni la première étude étendue d'une société australienne indigène pour la publication globale.

### Résistance face à la colonisation
Les réactions des Aborigènes à l'arrivée soudaine des colons britanniques furent variées, mais inévitablement hostiles lorsque la présence des colons entraîna une compétition pour des ressources naturelles vitales et l'occupation par les Britanniques de terres aborigènes, bien que certains aient pensé, comme le dit Peter Eeckhout dans le documentaire Enquêtes archéologiques : Australie, le grand livre des aborigènes que « si l’on en croit les récits historiques, la rencontre aurait pu bien se passer. Les Aborigènes pensent que ces étranges hommes blancs sont peut-être leurs ancêtres et ils les accueillent comme tels. Mais la bienveillance est de courte durée. L’alcool devient une monnaie d’échange et provoque la violence ».
Selon l'historien Geoffrey Blainey, pendant la colonisation de l'Australie : « dans mille endroits d'isolement il y avait les décès occasionnels par le pistolet et la lance. Encore plus mauvais, variole, rougeole, grippe et d'autres nouvelles maladies balayées d'une communauté indigène à l'autre… Le conquérant principal des Aborigènes était la maladie et son alliée, la démoralisation. »
Les maladies européennes tuèrent des Aborigènes en grand nombre et l'occupation de terres, accompagnée de l'accaparement ou de la destruction de ressources alimentaires, provoqua des famines. À l'inverse de la Nouvelle-Zélande, où le traité de Waitangi fut perçu comme une légitimation de la colonisation britannique, aucun traité ne fut signé avec les Aborigènes, qui n'autorisèrent jamais la colonisation. Depuis les années 1980, l'emploi du terme « invasion » pour décrire la colonisation de l'Australie se généralise, tout en demeurant controversé. L'historien Henry Reynolds a souligné le fait que les officiels gouvernementaux ainsi que les colons employaient fréquemment, aux XVIIIe et XIXe siècles, des mots tels qu' « invasion » et « guerre » pour décrire leur présence et leurs relations avec les Australiens autochtones. Dans son livre The Other Side of the Frontier (L'autre côté de la frontière), Reynolds décrit en détail la résistance armée des peuples aborigènes, au moyen de guérillas, face à l'intrusion blanche sur leurs terres. Cette résistance, débutant au XVIIIe siècle, se poursuivit jusqu'au début du XXe.

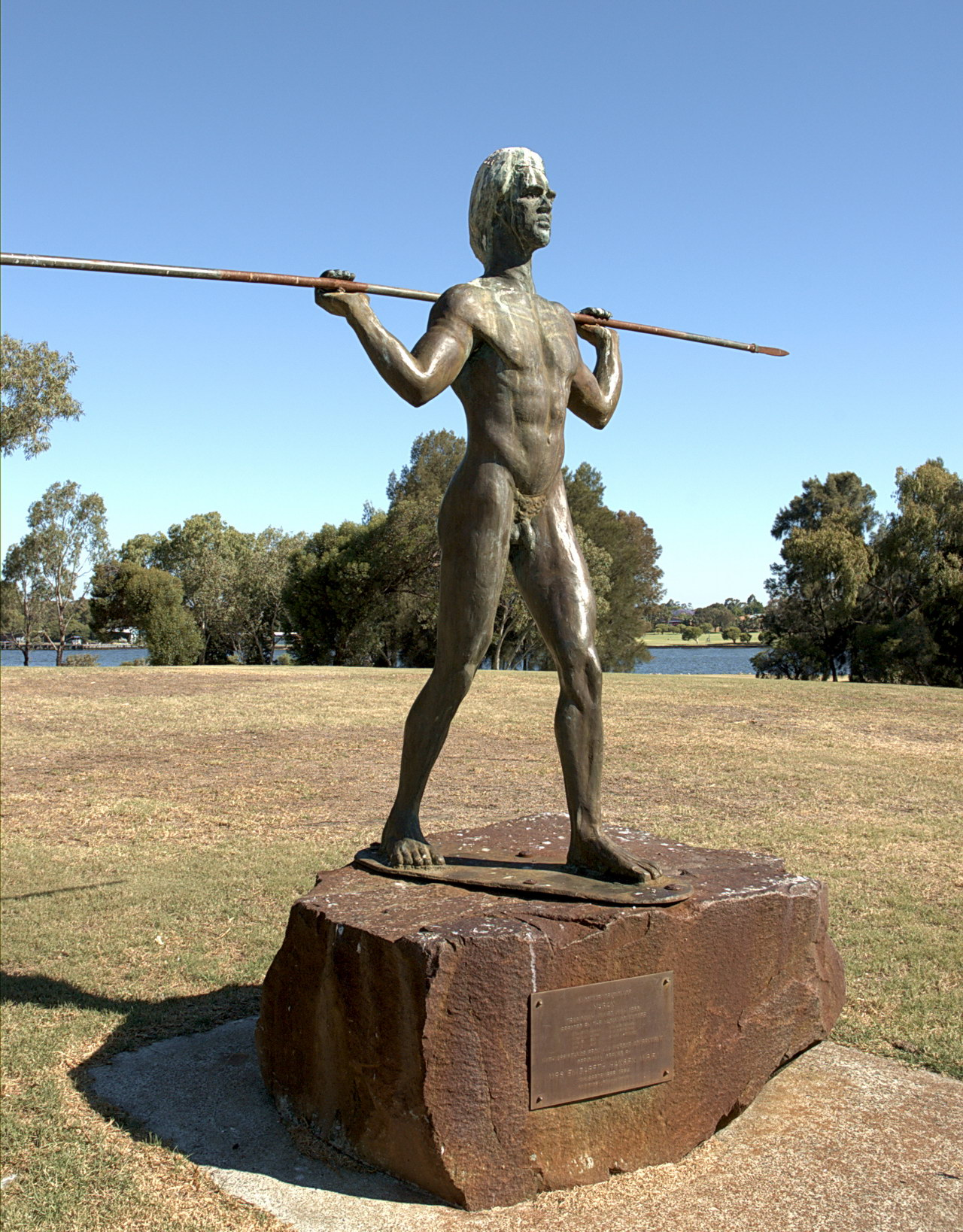
Statue de Yagan sur l'île Heirisson.

Lors des premiers temps de la colonisation, David Collins, secrétaire du gouverneur de la colonie de Sydney, écrivit au sujet des Aborigènes :

« Tant qu'ils penseront que nous les avons dépossédés de leurs terres, ils nous considéreront comme leurs ennemis et, partant de ce principe, ils ont attaqué les personnes blanches à chaque fois qu'il leur était possible de le faire. »

En 1847, le barrister E.W. Landor déclara : « Nous nous sommes emparés de ce pays, nous avons abattu ses habitants, jusqu'à ce que les survivants aient jugé sage de se soumettre à notre autorité. Nous nous sommes comportés tel Jules César lorsqu'il prit possession de la Grande Bretagne » Dans la plupart des cas, affirme Reynolds, les Aborigènes commencèrent par résister à la présence britannique. Un colon écrivit dans une lettre au Launceston Advertiser en 1831 :

« Nous sommes en guerre contre eux ; ils nous considèrent comme des ennemis - des envahisseurs ; ils considèrent que nous les opprimons et que nous les persécutons ; ils résistent à notre invasion. Ils n'ont jamais été vaincus, et donc ils ne sont pas des sujets en rébellion, mais une nation injuriée, et ils défendent, à leur manière, les possessions qui sont les leurs de droit et qui leur ont été arrachées par la force. »

Reynolds cite de nombreux écrits de colons qui, lors de la première moitié du XIXe siècle, se décrivirent comme vivant en état de peur et même de terreur, ceci étant dû à des attaques d'Aborigènes déterminés à les tuer ou à les chasser de leurs terres. Il suggère que la résistance aborigène fut, du moins dans certains cas, temporairement une réussite ; les massacres d'hommes, de moutons et de vaches par des Aborigènes, qui mettaient également le feu aux maisons et aux récoltes des Blancs, poussèrent certains colons à la faillite. La résistance aborigène continuait à la fin du XIXe siècle, et en 1881 l'éditeur du Queenslander écrivit :

« Ces quatre ou cinq dernières années, les destructions de vies humaines et de propriétés par des Aborigènes se montent à un sérieux total. […] La colonisation des terres, le développement de l'exploitation de minerais et d'autres ressources, ont été largement rendus impossibles par l'hostilité des Noirs, qui continue sans faiblir. »

Reynolds affirme que la résistance aborigène continua pendant bien plus d'un siècle, démentant le mythe d'une colonisation pacifique de l'Australie. Les colons, pour leur part, réagirent souvent à la résistance aborigène avec une grande violence, ce qui mena à de nombreux massacres aveugles d'hommes, de femmes et d'enfants aborigènes par des Blancs. Les massacres les plus tristement célèbres du début du XIXe siècle furent ceux de Pinjarra et de Myall Creek.

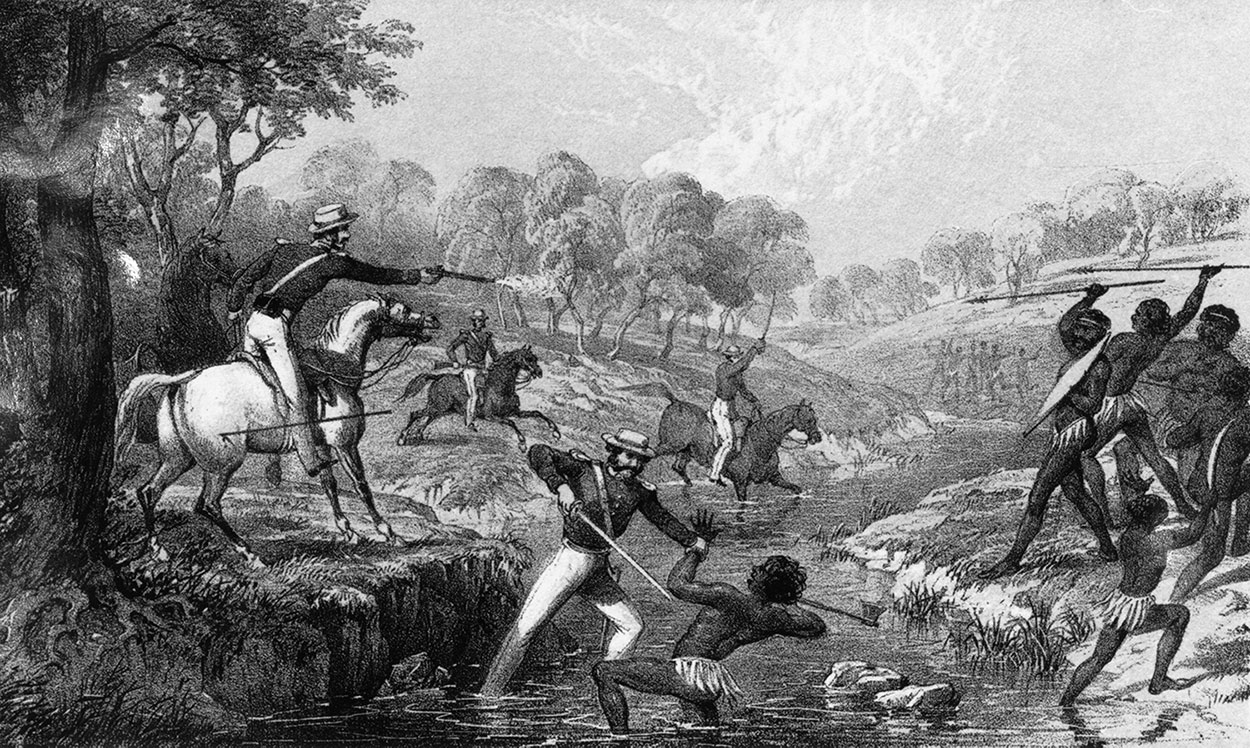
Mounted Police and Blacks, à Slaughterhouse Creek, 1852.

Comme ce fut souvent le cas, le massacre de Myall Creek n'a pas entraîné de condamnation de ses auteurs lors du premier procès, non en vertu de la loi coloniale qui ne faisait pas de distinction entre Blancs et Aborigènes, mais parce que les jurés étaient des colons qui ne surent condamner des Blancs. Après un deuxième procès pour le meurtre d'un enfant dans la même affaire de Myall Creek, sept des meurtriers furent reconnus coupables, condamnés à mort et exécutés par pendaison. Il s'agissait des premières exécutions de Blancs pour des assassinats d'Aborigènes. Presque un siècle plus tard, lors de l'affaire Dhakiyarr v. le roi, un indigène faisait appel devant la Haute Cour d'Australie. Tuckiar (Dhakiyarr), un homme yolngu, avait été condamné pour le meurtre d'un policier dans le Territoire du Nord. Dans les années 1930, le territoire yolngu était un des derniers bastions de l'Australie indigène traditionnelle. L'opinion publique soutenait le condamné car, à l'évidence, il avait protégé son épouse et la Haute Cour annula la condamnation. Dhakiyarr disparut peu après son acquittement et on pense qu'il a été assassiné.
Les années 1930 ont vu le commencement du mouvement moderne de droits civiques pour les Aborigènes et l'apparition de militants comme sir Douglas Nicholls qui ont fait avancer les droits indigènes par la loi établie par l'Australie blanche.
Parmi les Aborigènes célèbres qui résistèrent à la colonisation britannique, on peut citer Pemulwuy et Yagan. En Tasmanie, la Black War fut une guerre civile de la première moitié du XIXe siècle.

### XXesiècle

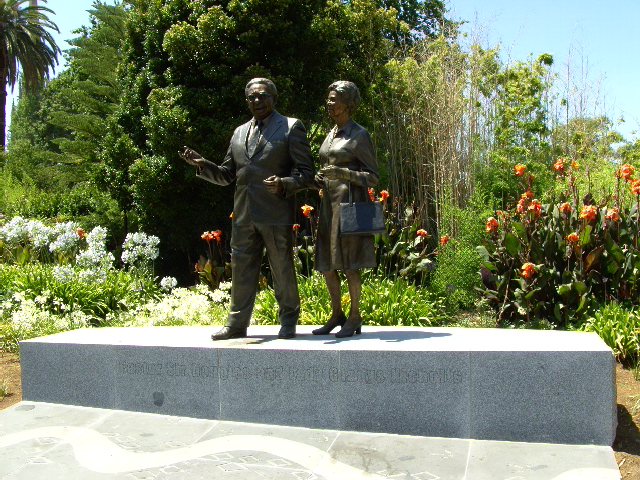
Statue du militant aborigène Sir Douglas Nicholls avec Lady Gladys Nicholls, au Parlement de Victoria.

Les colonies australiennes ont voté pour se fédérer sous une constitution nationale en 1901. La section 41 de la constitution a refusé le droit de vote au niveau fédéral aux Aborigènes à moins qu'ils n'aient été inscrits sur les listes électorales des États. Quelques États ont permis aux Aborigènes de voter et les autres non.
En 1904, la journaliste et anthropologue Daisy Bates est nommée par le gouvernement d'Australie-Occidentale pour étudier les tribus de l'État. Figure controversée, elle mena une vie austère parmi les Aborigènes vivant dans les camps des déserts et est devenue célèbre pour le travail d'assistance qu'elle fournit — mais elle a décrit les Aborigènes comme une race finie.
David Unaipon (1872-1967) a été scolarisé à la McLeay Point Mission. Il a souvent fait face à la discrimination de l'époque, ce qui ne l'a pas empêché de devenir un inventeur reconnu en déposant une dizaine de brevets dont celui pour l'invention d'un nouveau cisaillement manuel en 1909. Il fut pasteur chrétien ainsi que conférencier au sujet des mythes et des légendes aborigènes ; il est le premier auteur indigène, avec une maîtrise parfaite de l'anglais. D. Unaipon a voyagé autour de l'Australie et s'est impliqué dans les affaires indigènes. Il a ainsi défendu l'auto-détermination pour les Aborigènes ; il a demandé au gouvernement fédéral l'établissement d'une juridiction des affaires indigènes ainsi que l'accès des Aborigènes à l'éducation. Il a également soutenu le rôle des chefs indigènes qui deviendraient de plus en plus influents dans la société australienne durant le XXe siècle. Depuis 1995, le billet de 50 dollars australiens est à son effigie.
Quand Douglas Nicholls est né au Victoria en 1906, des milliers d'Aborigènes comme lui étaient internés et placés dans des réserves dirigées par des Blancs. Les possibilités d'éducation étaient limitées et les offres d'emploi réduites. Nicholls a connu un grand succès comme footballeur australien et son oncle, William Cooper, l'a encouragé à s'impliquer dans la défense des droits des Indigènes. Cooper créa la Aborigines Advancement League (en) (AAL) (Ligue pour la promotion des Aborigènes) et organisa une pétition des peuples indigènes au roi, pour obtenir une amélioration de leur sort, mais le gouvernement ne présenta pas cette pétition au roi.
En 1938, à l'occasion du 150e anniversaire de la First Fleet, l'AAL organisa une manifestation appelée « jour du Deuil » (Day of Mourning) et lança un appel pour les droits civiques des Aborigènes.
Le sport, le divertissement et l'armée étaient trois moyens pour les Aborigènes de l'époque d'être acceptés par les Australiens européens ; pendant la Seconde Guerre mondiale, de nombreux Aborigènes rejoignirent les forces armées bien que d'autres aient remis en cause le choix de ces Aborigènes luttant pour la défense d'une terre qui leur avait été prise.
Dans les années 1940, les conditions de vie dans les réserves demeurent extrêmement difficiles. Le gouvernement créa un système de laissez-passer pour que les travailleurs indigènes puissent quitter leurs réserves. Le professeur A.P. Elkin (en), l'association Les amis des Aborigènes et d'autres associations manifestèrent pour obtenir de meilleures conditions de vie pour les indigènes et leur donner le droit de voter. En 1949, le droit de vote aux élections fédérales a été accordé aux indigènes qui avaient servi dans les forces armées ou étaient inscrits pour voter dans les élections d'État ; les indigènes du Queensland, d'Australie-Occidentale et du Territoire du Nord ne pouvaient pas encore voter dans leurs propres élections provinciales.
Dans les années 1950, le gouvernement mena une politique d'assimilation, par laquelle il était prévu que les Aborigènes « obtiennent par la suite le même mode de vie que les autres Australiens ». Le gouvernement envisagea l'octroi des droits de citoyenneté et la suppression de l'identité culturelle.
En 1957, Nicholls voyagea en Australie centrale pour étudier les effets inquiétants de la radioactivité parmi les habitants du désert qui vivaient près de Maralinga, l'emplacement de l'essai nucléaire britannique. Nicholls lança une campagne de sensibilisation, en appelant à l'appui  l'Australie blanche. Nicholls déclara : « nous voulons marcher avec vous, nous ne souhaitons pas marcher seuls ».
En 1958, Nicholls a contibué à établir le Conseil fédéral pour l'avancement des droits indigènes et des peuples des îles du détroit de Torrès (FCAATSI), marquant le commencement d'une « conscience noire » nationale.
En 1962, le Commonwealth Electoral Act, du Premier ministre Robert Menzies, a déclaré que les indigènes ont le droit de s'inscrire sur les listes électorales et participer aux élections fédérales. Nicholls, Faith Bandler (en) et FCAATSI menèrent une campagne pour obtenir une réforme constitutionnelle qui inclurait les Aborigènes dans le recensement national. En 1964, des étudiants de l'université de Sydney menés par Charles Perkins (en), organisèrent une tournée (le tour de la liberté) en autobus en Nouvelle-Galles du Sud pour rechercher des exemples de ségrégation dans des secteurs ruraux. Ils protestèrent contre les piscines et les clubs qui avaient exclu des Aborigènes et ils réussirent à sensibiliser le public contre le racisme.

#### Accès à la citoyenneté australienne
En 1967, le Premier ministre Harold Holt organise un référendum pour inclure les Aborigènes dans le recensement national. Il obtint l'appui de plus de 90 % des électeurs. Dès lors le recensement permet aux Aborigènes d'accéder à la citoyenneté australienne. Avant cela, ils étaient classés comme « élément de la faune et de la flore australienne ».

#### Revendications économiques
En 1966, Vincent Lingiari, un ancien Aborigène gurindji (en), mena dans un premier temps une revendication à la « station » de Wavehill dans le Territoire du Nord pour exiger un salaire égal aux autres et, dans un deuxième temps, protesta pour obtenir aux Aborigènes des droits sur les terres de leur pays. En 1972, le Premier ministre Gough Whitlam a versé de la terre dans la main de Vincent Lingiari, symbolisant le retour des droits de la terre aux Gurindjis. Les Aborigènes ont exigé d'avoir un salaire égal à celui des Blancs salariés, mais les éleveurs n'ont pas pu employer autant de personnes de telles conditions et ont renvoyé nombre d'Aborigènes qui se sont alors tournés vers des aides financières du gouvernement. Par la suite, des militants comme Noel Pearson ont estiméque ces aides ont été des sit-down-money (argent pour s'asseoir) qui ont contribué au développement d'une économie factice et destructrice de l'Australie indigène.

#### Entrée dans les parlements locaux
En 1971, Neville Bonner devint le premier membre indigène du Parlement fédéral, siégeant en tant que sénateur du parti libéral pour le Queensland. Des Aborigènes ont été élus dans les Parlements du Territoire du Nord et du Queensland en 1974. Ernie Bridge (en) a été le premier membre indigène du parlement d'Australie-Occidentale en 1980 et a été le premier à obtenir un ministère dans un gouvernement.

#### Retour dans les homelands
À partir de 1976, une restitution partielle de terres a permis à de nombreux Aborigènes de retourner vivre sur les lieux de vie de leurs ancêtres – homeland – desquels ils avaient été chassés. Ces homelands sont, selon eux, leur identité intrinsèque, lieu des origines, lieu de vie de leurs ancêtres et de leur groupe familial. Ils sont donc pour la plupart concentrés dans les régions septentrionales du pays. Beaucoup vivent dans des réserves appelées « communautés » : il en existe 70 dans le Territoire du Nord. Ces groupes subissent les fléaux de l'alcool et de l'acculturation. Certains sont mieux assimilés dans la population issue de l'immigration.
Le 26 janvier 1988, l'acteur et militant Burnum Burnum a planté le drapeau aborigène sur les falaises de Douvres. C'était en Australie le jour de la célébration du bicentenaire de la fondation de la colonie de Sydney. Il s'agissait pour Burnum Burnum d'opérer un renversement de situation, et, grâce au drapeau, de prétendre « prendre possession » de l'Angleterre, tout comme Arthur Phillip avait prétendu prendre possession de l'Australie aborigène en 1788. De grandes manifestations eurent lieu à Sydney. Beaucoup s'attendaient à la rédaction d'un traité, comme promis par le Premier ministre Bob Hawke, ce traité n'est jamais venu.
En 1992, la propriété foncière ancestrale des Aborigènes est reconnue avec le jugement Mabo, et la fiction juridique de terra nullius a été finalement rejetée par la Haute Cour.

#### Reconnaissance progressive de l'oppression subie par les Aborigènes de la part de l'État australien
Le déplacement obligatoire des enfants aborigènes métissés de sang blanc, des communautés indigènes, a été autorisé par loi en Australie entre 1909 et 1969, dans le cadre de la politique du White Australia. Les gouvernements, les églises et les organisations d'assistance sociale ont tous participé, sous la surveillance de l'Aboriginal Protection Board. Il était prévu que des enfants indigènes avec l'héritage européen soient assimilés a l'Australie des Blancs. L'éducation était souvent d'une basse norme, et pour le travail manuel. La culture indigène n'a pas été respectée. Le nombre d'enfants enlevés pour les raisons purement raciales n'est pas connu, mais beaucoup de peuples indigènes ont été traumatisés par la politique.
Sur ordre du gouvernement, des enfants ont été arrachés à leurs mères et placés dans des orphelinats, des missions ou des familles d’accueil censés en faire « de bons petits Australiens ». Avant la Seconde Guerre mondiale, « L’Australie aux Blancs » est alors le mot d’ordre, et après ce que certains appellent le génocide dû aux premiers colons, ou le semi-esclavage pratiqué dans les réserves, ne reste, pour venir à bout de ces « moins-qu’humains » et leur faire oublier d’où ils viennent et qui ils sont, que l’assimilation forcée dès le berceau.
En 1981, l'historien Peter Read a créé le nom : Générations volées pour décrire la politique de cette époque. My Place (en), une autobiographie populaire d'un auteur indigène, Sally Morgan, écrite en 1987, a fait prendre conscience de l'affaire. Dans les années 1990, le Premier ministre Paul Keating a chargé une commission d'un rapport au sujet de cette pratique : The Bringing Them Home Report. En 1998, une journée nationale du pardon, National Sorry Day, fut instituée le 26 mai pour faire connaître le tort qui a été causé aux familles indigènes par les générations volées et pour que le « processus de cicatrisation » puisse débuter. En 2002, le film Le Chemin de la liberté (Rabbit-Proof Fence) par Phillip Noyce décrit la dramatique enfance d'une femme des « générations volées ». En 2008, le Premier ministre Kevin Rudd demande pardon pour les Générations volées.
La terme génération volée n'a pas été employé jusque dans les années 1980 et le principe racial de la politique de séparation est contesté par quelques commentateurs contemporains, comme l'historien Keith Windshuttle (en). Windshuttle croit que les raisons du retrait des enfants indigènes de leur famille n'était pas différentes de celles du retrait des enfants blancs : c'est-à-dire la négligence, les abus sexuels ou les violences familiales,,.
En 2008, l'avocat indigène Noel Pearson a décrit l'histoire du déplacement des enfants indigènes et de la rupture avec leur famille comme une histoire d'une grande complexité et diversité : « Des gens ont été volés, des gens ont été sauvés ; des gens ont été amenés dans des chaînes, des gens ont été apportés par leurs parents ; des enfants aborigènes métissés de sang blanc étaient en danger dans leur tribu, d'autres étaient aimés et traités comme leurs propres enfants ; des gens étaient en danger chez les blancs, des gens ont été protégés par des blancs. Les motivations et les actions des blancs impliqués dans cette histoire « gouvernementaux et missionnaires » ont été diverses, allant de la cruauté à l'affection, du mépris à l'amour, de la bonne intention à la mauvaise. »

### Fin duXXesiècleet début duXXIesiècle
Au-delà des réformes légales principales du XXe siècle, un certain nombre de choses ont changé dans les années 1970. Des Aborigènes Papunya (Australie Centrale), ont utilisé pour la première fois de la toile et de la peinture acrylique pour reproduire leurs peintures traditionnelles. L'art aborigène a acquis, ces dernières années, un statut d’art moderne. Les athlètes indigènes ont obtenu de grand succès : en 1982 Mark Ella est devenu capitaine de l'équipe d'Australie de rugby à XV; en 2000, Cathy Freeman a allumé la flamme olympique à la cérémonie d'ouverture des Jeux olympiques de Sydney. Les musiciens indigènes ont également eu de grands succès : Yothu Yindi, Christine Anu et Geoffrey Gurrumul Yunupingu. En 2006, 10 canoës, 150 lances et 3 épouses, par Rolf de Heer, est devenu le premier film de long métrage en langue indigène d'Australie.

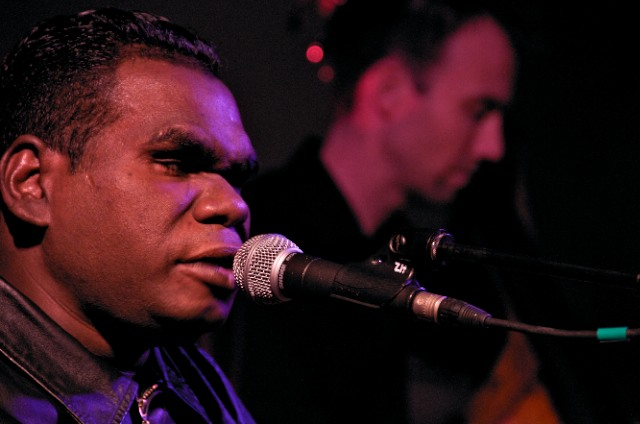
Geoffrey Gurrumul Yunupingu, chanteur de langue yolngu.
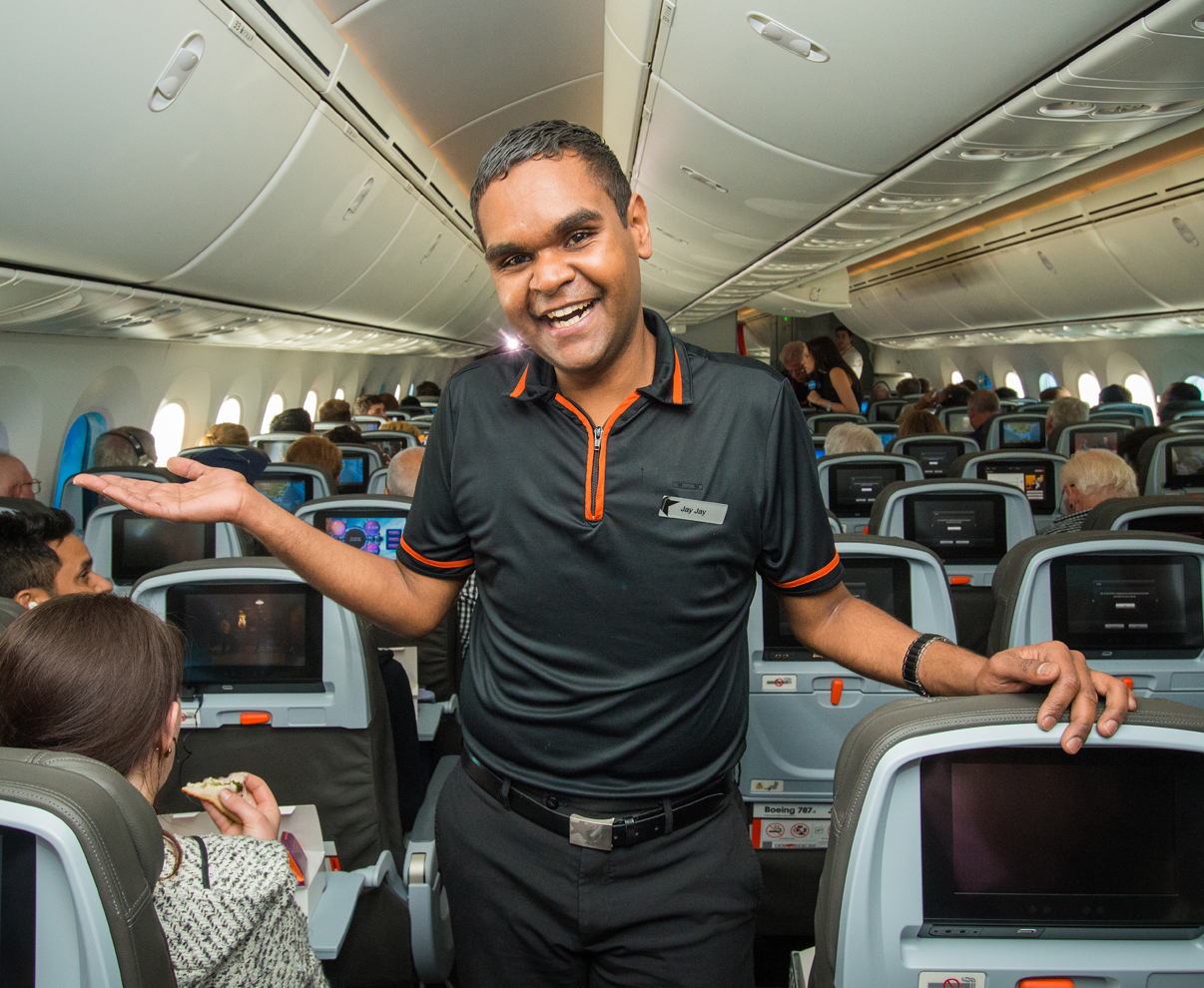
Un steward aborigène de Jetstar Airways.
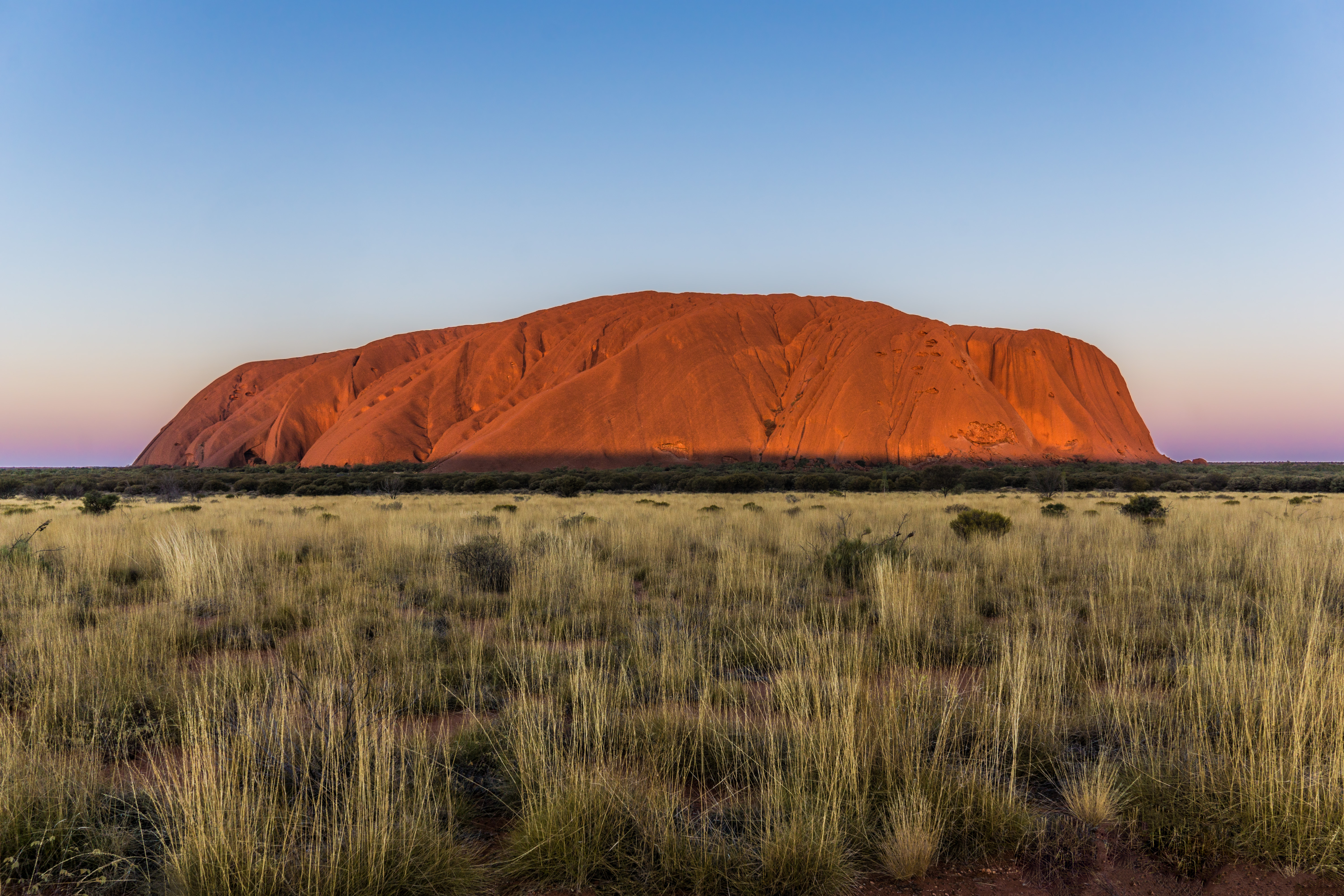
Uluru, lieu sacré des aborigènes d'Australie, au coucher de soleil. Septembre 2018.

Une nouvelle génération de militants comme le magistrat Pat O'Shane (en), l'avocat Noel Pearson et les universitaires Mick Dodson (en) et Marcia Langton ont continué à mener une discussion nationale sur les questions indigènes.

#### Appels à la réconciliation et demande de pardon
En 1992, le Premier ministre Paul Keating prononça un discours célèbre sur la réconciliation : le discours de Redfern. Il appela ses concitoyens à reconnaître les nombreux torts faits aux Aborigènes dans le passé. Cette reconnaissance devait, selon lui, être un prélude à l'amélioration des conditions de vie des Aborigènes : « Nous ne pouvons pas imaginer que les descendants d'un peuple, dont le génie et la résistance ont maintenu une culture ici depuis plus de 50 000 ans, qui survécut à 200 ans de dépossessions et d'abus, se voient niés leur place dans la Nation ». Le gouverneur général d'Australie Sir William Deane participa activement à cette cause.
Le 26 mai 1998, des Australiens aborigènes et non indigènes se rassemblent devant le Parlement pour y signer un registre dans lequel est inscrite une demande de pardon au peuple aborigène. Plus de 24 000 signatures sont collectées, c’est pour cette raison qu’est créé le Sorry Day, jour du pardon. Tous les ans, un grand nombre d'Australiens participent à une marche pour célébrer cette journée. En 1999, le Premier ministre John Howard fait voter une loi sur la réconciliation, appelant le traitement fait aux indigènes le « chapitre le plus sombre dans l'histoire de l'Australie », mais il a dit que le gouvernement d'aujourd'hui ne pourrait pas faire des excuses pour des gouvernements d'hier. Howard n'était pas un défenseur fort des gestes symboliques pour la réconciliation. Il a dit qu'il préférait les « mesures pratiques » pour résoudre des problèmes contemporains dans des communautés indigènes.
En 2000, 250 000 personnes ont traversé Harbour Bridge pour symboliser la réconciliation et il y eut des débats, souvent acrimonieux, quant aux réponses à donner au problème de l'alcool, à la dépendance des indigènes à l'aide financière de l'État et au besoin d'un grand geste symbolique de réconciliation mené par le Parlement. En 2002, Howard a inauguré dans le Triangle parlementaire de Canberra une place de la Réconciliation. En 2007, il a déclaré avec son ministre des Affaires indigènes Mal Brough (en) que l'état de santé et le bien-être des enfants indigènes constituaient une priorité nationale. Ils interdirent l'alcool et envoyèrent des médecins et des policiers dans le Territoire du Nord.
Une reconnaissance symbolique a eu lieu en février 2008 lorsque le nouveau Premier ministre Kevin Rudd et le chef de l’opposition Brendan Nelson se sont excusés devant le Parlement au nom du peuple australien pour les crimes commis par le passé contre les Aborigènes.
Rudd a dit : « We apologise for the laws and policies of successive parliaments and governments that have inflicted profound grief, suffering and loss on these our fellow Australians. We apologise especially for the removal of Aboriginal and Torres Strait Islander children from their families, their communities and their country. »
(Traduction : « Nous demandons pardon pour les lois et les politiques des parlements et des gouvernements successifs qui ont infligé des blessures, de la souffrance et des pertes profondes parmi nos concitoyens australiens. Nous demandons surtout pardon pour le retrait des enfants aborigènes et indigènes du détroit de Torrès de leurs familles, de leurs communautés et de leur pays. »)
Ce discours a été retransmis en direct sur les chaînes nationales. Rudd montre la volonté du gouvernement de « mettre fin » au problème racial en Australie.
En 2010, Ken Wyatt, un libéral, est devenu le premier Aborigène élu à la Chambre des Représentants du Parlement fédéral australien.
Lancé en 2008, le programme d'aide aux Australiens indigènes n'atteint pas ses objectifs et est critiqué début 2018 par plusieurs parlementaires aborigènes. Les baisses de budget du programme n'ont ainsi pas permis de réduire le fossé qui sépare les Blancs Australiens des Aborigènes, les seconds ayant une espérance de vie moindre ou encore un taux de chômage plus haut que les premiers.

#### Le sommet d'Uluru
Le 26 mai 2017, les délégués à une convention référendaire des aborigènes et des insulaires du détroit de Torrès tenue près d'Uluru en Australie centrale ont adopté la déclaration dite Uluru Statement from the Heart (Déclaration d'Uluru : venue du Cœur de la nation), qui appelle à la reconnaissance d'une "voix des Premières nations" dans la Constitution australienne et à une "Commission Makarrata" (commission de rassemblement après la lutte) pour superviser un processus de "conclusion d'accords" et d'"expression de la vérité " entre le gouvernement et les peuples autochtones. Le 26 octobre 2017, le Premier ministre Malcolm Turnbull a publié une déclaration conjointe avec son ministre de la justice (attorney general) et son ministre des Affaires autochtones, rejetant ces demandes. Le débat se poursuit actuellement,,.
En 2019, de grandes entreprises (dont BHP, KPMG, Qantas, Rio Tinto, Woolworths, Woodside) et de très nombreuses institutions civiles (clubs sportifs, églises) ou académiques soutiennent vigoureusement les propositions de la Déclaration d’Uluru. Bien que la question fut peu présente lors de la campagne électorale (mai 2019), le gouvernement fédéral a repris le sujet en désignant (juillet 2019) un comité chargé de concevoir dans les détails la création d’instances « pour que les voix indigènes soient entendues à tous les niveaux de l’État » (Ministre Ken Wyatt, 30 octobre 2019). Les professeurs Tom Calma et Marcia Langton dirigeront ces travaux.
En 2019, des indigènes vivant sur les îles du détroit de Torrès déposent une plainte auprès du Comité des droits de l'homme en accusant le gouvernement australien d’inaction dans la lutte contre le réchauffement climatique, qui affectera leurs conditions de vie.

#### Destructions de sites aborigènes par des compagnies minières
En mai 2020, afin d'agrandir une mine de fer, le géant minier anglo-australien Rio Tinto a dynamité des grottes préhistoriques de Juukan Gorge. Habitées il y a plus de 46 000 ans, elles étaient un des plus anciens et précieux sites archéologiques aborigènes connus. Rio Tinto avait initialement défendu la destruction du site en affirmant qu’elle avait été approuvée par le gouvernement de l’État en 2013. Ce dommage irréversible provoquera une vive colère dans la communauté aborigène, et entrainera la démission du directeur de Rio Tinto, le Français Jean-Sébastien Jacques, et deux hauts dirigeants. De son côté l’État d’Australie-Occidentale a affirmé être en train de réexaminer les lois régissant les activités minières près des sites du patrimoine aborigène. Cependant, trois jours après l'annonce des destructions commises par Rio Tinto, le ministre des Affaires aborigènes de cet État, Ben Wyatt, a annoncé avoir approuvé la demande de la compagnie minière BHP de détruire 40 sites aborigènes.

#### Changement d'un mot dans l'hymne national
Le 31 décembre 2020, le gouvernement australien a changé un mot de l'hymne national afin de mieux reconnaître le rôle, la culture et l'histoire des peuples aborigènes au sein du pays. Ainsi, la seconde phrase de Advance Australia Fair (Avance belle et juste Australie), "nous sommes jeunes et libres", est désormais remplacée par "nous sommes unis et libres". Le premier ministre Scott Morrison a déclaré à cette occasion « L'Australie, en tant que nation moderne, est relativement jeune, mais l'histoire de notre pays est ancienne, comme le sont les histoires des Premières Nations, dont nous reconnaissons et respectons l'esprit ».

#### Campagne pour modifier le jour de la fête nationale
La date de la fete nationale australienne, l'Australia Day est controversée, car le 26 janvier est la date de l’arrivée des navires britanniques sur la côte est de l’île, dans la crique de Sydney Cove, en janvier 1788. Bien que depuis 1935, cette fête est censée célébrer l’unité nationale plutôt que l’arrivée des colons, pour les Aborigènes et les insulaires du détroit de Torrès, qui furent victimes d’une colonisation brutale, le 26 janvier reste dans les mémoires comme le “jour de l’Invasion” (Invasion Day) ou "jour de deuil"( Day of Mourning). Pour eux, cette date marque avant tout le début d'une longue période de vols, de brutalités, de destructions, de génocide culturel et ethnique et de marginalisations coloniales ayant failli faire disparaître leur peuple. Cette période est encore fraiche dans les mémoires des Aborigènes et des insulaires du détroit de Torrès, car elle a encore pour conséquence aujourd’hui une ségrégation raciale et socio-économique considérable.
Ainsi chaque année, le 26 janvier est pour les aborigènes et insulaires du détroit de Torrès un jour de manifestation pour la modification de la date du Jour de L’Australie, la reconnaissance du génocide et des crimes coloniaux et contre ségrégations raciales et socio-économiques qu'ils subissent.
En réponse à ces contestations, une autre commémoration, le National Sorry Day (“Jour national du pardon”), a été instaurée en 1998. Tous les 26 mai, l’Australie se remémore le sort de la génération volée, celle des enfants aborigènes séparés de leur famille pendant un siècle, à partir de 1869.
En 2016, la ville de Fremantle annule les festivités du 26 janvier et organise un évènement multiculturel deux jours plus tard. En août 2017, trois conseils municipaux de Melbourne votent pour un changement de date. La ville de Hobart apporte également son soutien à ce mouvement.
Début 2018, le leader des Verts, Richard Di Natale, annonce que son parti ferait dorénavant campagne pour changer cette date, s'attirant les critiques de la quasi-totalité de la classe politique, à gauche comme à droite
En janvier 2022, un sondage Essential Poll pour The Guardian indiquait que 57 % des Australiens étaient en faveur d’un changement de date.
Anthony Albanese, a déclaré à l’amont de l'Australia Day 2023 : « Nous n’avons pas de plans pour changer Australia Day ». Cependant, la journée du 26 janvier 2023, des manifestations, les plus importantes jamais organisées par les aborigènes ont eu lieu dans plusieurs villes du pays. Parmi les slogans, un est ressorti particulièrement: “No pride in genocide” (“Le génocide n’est pas une fierté”), contestant le fait de fêter l'unité de la nation le jour du début de la colonisation.

#### ProjetThe Voice
Depuis les élections fédérales de mai 2022, en réponse au Sommet d'Uluru, le premier ministre travailliste Anthony Albanese annonce qu'il a l'intention de lancer un référendum sur la création d’un conseil consultatif baptisé Indigenous Voice to Parliament (en) ou en plus court The Voice, qui représenterait les Aborigènes et les insulaires du détroit de Torrès auprès du Parlement national. Les membres de ce conseil donneraient des avis au Parlement sur les sujets politiques, économiques et sociaux les concernant. L'objectif affiché est d’avancer vers une réconciliation et de surmonter le passé colonial.
La journée du 26 janvier 2023 prend une importance particulière tant le pays semble à un tournant dans les relations postcoloniales. Les manifestations les plus importantes jamais organisées par des aborigènes ont lieu dans plusieurs villes du pays. Parmi les slogans, certains sont ressortis particulièrement : « Le génocide n’est pas une fierté » ou « Abolissez la date ! », contestant le fait de fêter l'unité de la nation le jour du début de la colonisation. Les organisateurs demandent la signature d’un traité entre les peuples autochtones et le reste de la société australienne, étape essentielle, selon eux, avant la création d’Une voix au Parlement. Dans les cortèges, nombreux sont également les non-Aborigènes qui leur apportent leur soutien.
Le projet de The Voice divise cependant la communauté aborigène. Beaucoup critiquent le manque d'ambition du projet. Bien que son parti soutienne le projet, la sénatrice aborigène du parti Vert Lidia Thorpe annonce le 26 janvier « Nous méritons mieux qu’un organe consultatif ». Le projet rencontre une hostilité frontale de la part du parti de droite The Nationals ; la sénatrice Jacinta Nampijinpa Price, issue du peuple aborigène warlpiri (en) du Territoire du Nord et membre de ce parti, devient la principale figure de la campagne contre la Voix à laquelle elle reproche d'une part son caractère flou, le gouvernement ne devant dévoiler qu'après le référendum le détail de ce que cet organe sera en pratique. Elle estime d'autre part qu'une Voix au niveau national ne serait pas représentative, lui préférant des instances représentatives au niveau local. Le parti libéral, quant à lui, demande plus de détails sur le projet, notamment concernant la composition, la désignation et l’organisation du futur organe. L'ancien député Warren Mundine, issu du peuple aborigène bundjalung et membre du Parti libéral, accuse le projet d'« inscrire dans la Constitution une division entre les Australiens selon leur race » lui rappelant la ségrégation raciale qu'il a connue enfant dans les années 1950 et 1960,.
Le référendum du 14 octobre 2023 rejette à 60,49% le projet The Voice. Le Haut-Commissaire des Nations unies aux droits de l'homme, Volker Türk, s'est déclaré « profondément déçu de l'occasion manquée de reconnaître officiellement les peuples aborigènes et insulaires du détroit de Torres dans la Constitution australienne et de leur donner une plus grande voix aux côtés du Parlement du pays » et choqué par l'ampleur de la désinformation qui a eu lieu autour du référendum, ce que rapporte également Mediapart.
L'université nationale australienne publie une étude montrant que la plupart des Australiens soutiennent des mesures par les autorités pour aider les Aborigènes souffrant de désavantages en raison de l'héritage des politiques passées, mais qu'ils ne soutiennent pas ce qu'ils perçoivent comme une mesure de « division » qui accorderait des droits différenciés à différents citoyens selon leur appartenance ethnique. L'étude montre également que le citoyen « type » ayant voté « non » vit en milieu rural ou dans une petite ville, est plutôt pauvre, plus âgé que la moyenne, et est issu de l'immigration non-anglophone. L'étude montre, enfin, qu'environ 85 % des Australiens auraient voté « oui » s'il s'était agi simplement de reconnaître officiellement les peuples autochtones dans la Constitution.

### Chronologie
Sont listées ci-dessous quelques dates importantes.

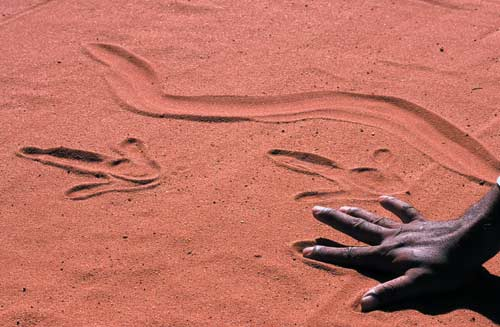
L'expertise du bushcraft.

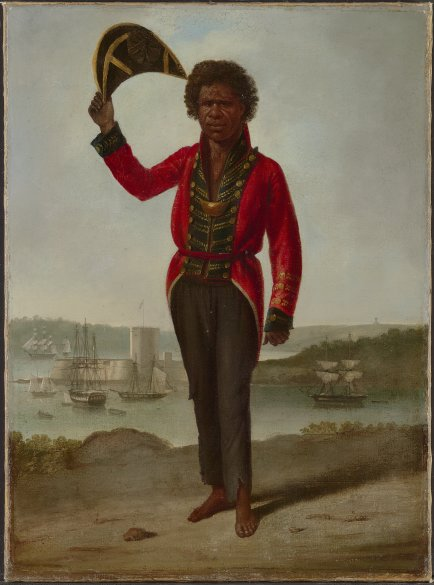
Portrait de Bungaree, explorateur, artiste et diplomate.

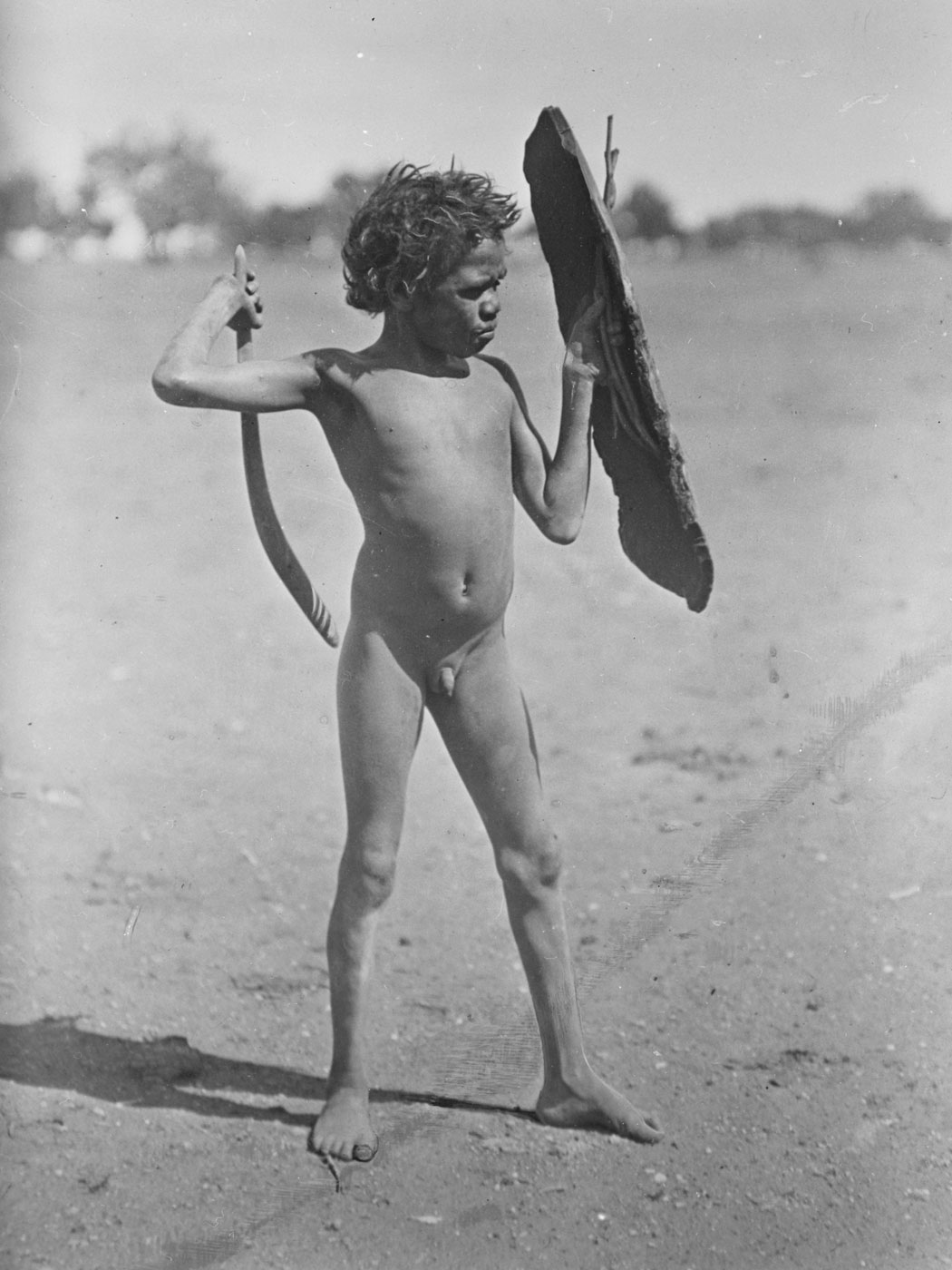
Garçon Arrernte, c. 1920-24.

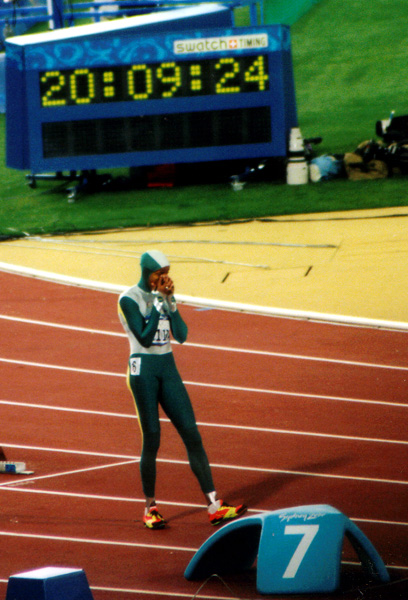
Cathy Freeman, au départ de la finale du 400 m des Jeux de Sydney en 2000.

- Vers 65000–50000 av. J.-C. : arrivée supposée des Aborigènes en Australie septentrionale[96].
- Vers 38000 av. J.-C. : époque supposée de l'existence de l'homme de Mungo.
- Avant 28000 av. J.-C. : formes initiales d'expression artistique[97].
- Vers 20000 av. J.-C. : début supposé des premières peintures rupestres à Kakadu[98].
- Avant 8000 av. J.-C. : invention du boomerang[96].
- c. 1AD : Des peintures rupestres dans le Territoire du Nord montrent des images de didjeridoo[99].
- 1606. Willem Jansz débarque à cap York. Première rencontre entre les Aborigènes et les Européens[100].
- XVIIIe siècle : Des liens avec des commerçants chinois venus récolter des concombres de mer sont avérés archéologiquement[101].
- 1788 : Arrivée des premiers colons européens avec la First Fleet. Début de l'expansion territoriale de la colonie britannique. La variole, introduite involontairement, fait des ravages dans la population aborigène.
- 1792 : Mouvement de résistance de Pemulwuy (tué en 1802).
- 1792 : Bennelong et Yemmerrawanie voyagent en Europe et sont présentés au roi George III.
- 1803 : La Terre de Van Diemen devient colonie britannique. Début de la Black War.
- 1818 : Arrivé du Mermaid dans l’archipel de Dampier[102]
- 1834 : Bataille de Pinjarra.
- 1838 : Massacre de Myall Creek – pour la première fois des Blancs sont condamnés à mort et exécutés pour avoir assassiné des aborigènes. Rapport recommandant l'engagement des Protecteur des Aborigènes.
- 1868 : Les aborigènes de Dampier sont exterminés[102]
- 1868 : La première équipe de cricket australienne à voyager à l'étranger est un groupe d'Aborigènes qui se rend en Angleterre.
- 1899 : Publication du The Native Tribes of Central Australia par Spencer et Gillen.
- 1901 : Formation du Commonwealth de l'Australie et politique de l'Australie blanche. Les Aborigènes sont explicitement exclus de recensement (à moins que déjà inscrits à la voix).
- 1910-1970 : Politique des Générations volées.
- c.1924 : David Unaipon est le premier auteur indigène à être publié[103].
- 1928 : Massacre de Coniston.
- 1932-1933 : La crise de Caledon Bay mène au procès Dhakiyarr v le roi (1934)[49]: un indigène fait appel à la Haute Cour d'Australie pour la première fois.
- 1935 : L'anthropologue Donald Thomson arrive en terre d'Arnhem.
- 1937 : Les autorités fédérales adoptent une politique officielle d'assimilation des métis aborigènes.
- 1938 : L’Aborigines Advancement League proteste par un jour du deuil à Sydney, pour marquer le 150e anniversaire du First Fleet.
- 1941 : Donald Thomson crée l’Unité spéciale de reconnaissance du Territoire du Nord. Des hommes Yolngu patrouillent pour prévenir de toute invasion japonaise.
- 1954 : L'artiste Albert Namatjira est présenté à la Reine.
- 1955-1963 : Essai nucléaire à Maralinga (un dédommagement est payé aux habitants de Tjarutja en 1994).
- 1957 : Formation du Federal Council for the Advancement of Aborigines and Torres Strait Islanders (FCAATSI) font campagne pour la réforme constitutionnelle.
- 1962 : Le Commonwealth Electoral Act déclare que tous les indigènes ont le droit de s'inscrire et de voter aux élections fédérales.
- 1964-1965 : Les Freedom Rides. Des étudiants menés par Charles Perkins (en), parcourent des villes de la Nouvelle-Galles du Sud à la recherche de cas de racisme.
- 1966 : La grève des Gurindji (en) menée par Vincent Lingiari, pour l'égalité de salaires pour les ouvriers indigènes[104].
- 1967 : Succès retentissant d'un référendum par le Premier ministre Harold Holt reconnaissant certains droits aux Aborigènes. Ils sont tous désormais inclus dans la population lors des recensements.
- 1968 : L'anthropologue William Edward Hanley Stanner (en) parle du « Grand Silence australien », de l'exclusion délibérée des Aborigènes de la mémoire historique collective.
- Années 1970 : Des Aborigènes de Papunya (centre Australie), utilisent de la toile et de la peinture acrylique pour reproduire leurs peintures traditionnelles. L'art aborigène a acquis un statut d’art moderne.
- 1971 : Le sénateur Neville Bonner devient le premier indigène membre du parlement fédéral.
- 1976 : Aboriginal Land Rights Act (Territoire du Nord) : la propriété aborigène de certaines terres est reconnue et elles leur sont restituées[105].
- 1976 : Sir Douglas Nicholls, devient le premier indigène gouverneur d'un État australien (Australie-Méridionale).
- 1981 : L'historien Henry Reynolds publie The Other Side of the Frontier.
- 1982 : Mark Ella capitaine de l'équipe d'Australie de rugby à XV.
- 1984 : Un groupe de Pintupi qui menaient une vie traditionnelle est découvert dans le désert de Gibson en Australie-Occidentale. On pense que c'est la dernière tribu à entrer en contact avec les Européens.
- 1984 : Le gouverneur général remet officiellement aux Pitjantjatjara les titres de propriété de la région d'Uluru[106].
- 1986 : Discours du pape Jean-Paul II aux Aborigènes d'Australie centrale à Alice Springs, les félicitant pour leur legs culturel et appelant au droit de la terre et à la réconciliation[107].
- 1988 : Burnum Burnum plante le drapeau aborigène sur les falaises de Douvres, lors du bicentenaire de la fondation de la colonie de Sydney, pour « prendre possession » de l'Angleterre.
- 1992 : Jugement Mabo. Fin de la fiction juridique de terra nullius.
- 1992 : Discours de Redfern par le Premier ministre Paul Keating.
- 1994 : Uluru est classé sur la liste de l'UNESCO en tant que patrimoine culturel.
- 1997 : Rapport Bringing Them Home au sujet des Générations volées.
- 1999 : Le Premier ministre John Howard fait voter une motion de réconciliation rappelant que le traitement subi par les indigènes est le chapitre le plus sombre dans l'histoire nationale de l'Australie.
- 2000 : Cathy Freeman allume la flamme des Jeux olympiques de Sydney.
- 2001 : Un espace sépare l'espérance de vie entre les Australiens indigènes et non indigènes[108].
- 2006 : 10 canoës, 150 lances et 3 épouses est le premier long métrage en langue indigène d'Australie.
- 2007 : John Howard déclare la question de la protection des enfants indigènes dans le Territoire du Nord priorité d'aide nationale[109].
- 2008 : Le Premier ministre Kevin Rudd demande pardon aux Générations volées.
- 2010 : Ken Wyatt un libéral, est devenu le premier Aborigène élu à la Chambre des Représentants du Parlement.
- 2016 : Linda Burney est la première femme aborigène élue à la Chambre des Représentants du Parlement (Nova Peris avait été la première femme aborigène au Sénat)[110].
- 2025 : La commission de justice Yoorrook, dans son rapport final déposé au parlement le mardi 1/07/2025 a révélé que les Britanniques avaient    commis un génocide contre les aborigènes de Victoria lors de leur colonisation du pays. ce rapport détaille des atrocités telles que « des massacres, des violences sexuelles, des exclusions, des linguicides, des effacements culturels, des dégradations environnementales, des enlèvements d'enfants, des absorptions et des assimilations ». C'était un génocide, conclut le rapport. (The independent du 03/07/2025)

## Démographie

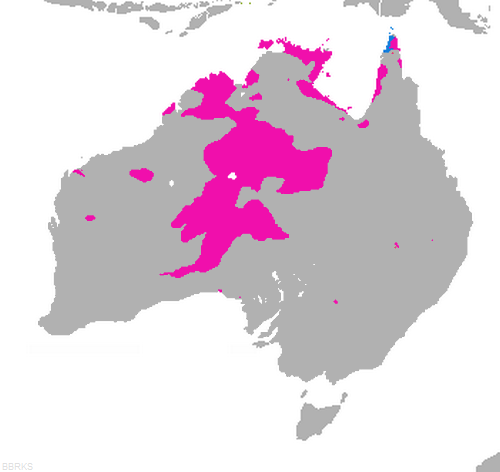
Régions où les autochtones d'Australie sont majoritaires :
Aborigènes
Indigènes du détroit de Torrès

On estime que les Aborigènes étaient entre 315 000 et 750 000 lorsque les premiers colons britanniques sont arrivés en 1788 ; peut-être même plus (d'autres sources varient sur cette évaluation, suggérant une fourchette de 300 000 à 1 000 000). En 1911, ils ne sont plus que 31 000 individus.
Les Aborigènes ont été inclus dans le recensement national australien à partir de 1967 (avant cette date, certains étaient exclus dans quelques juridictions).
Lors du recensement de 1991, on dénombrait 238 492 Australiens d'origine aborigène et 26 902 insulaires du détroit de Torres. Cependant, comme il est important de le soutenir, ils n’étaient plus que 60 000 en 1920. Sans aucun doute, on peut constater une hausse phénoménale de la communauté aborigène en lien avec les décennies antérieures. D'après une projection du Bureau australien des statistiques (Australian Bureau of Statistics), celle-ci devait passer, sur la base des tendances de la période quant aux indices de fécondité et de mortalité, de 386 000 personnes en juin 1996 à 470 000 dès 2006.
Le recensement de 2011 a donné une population de 670 000 Aborigènes et Indigènes du détroit de Torrès, représentant 3 % de la population australienne. Les territoires aborigènes représentent 10 % du territoire australien. La Nouvelle-Galles du Sud et le Queensland ont les plus grandes populations indigènes. Les Aborigènes représentent près de 30 % de la population du Territoire du Nord, mais dans le reste de l'Australie cette part est beaucoup plus basse.
| État et territoire                     | 2011    | 2011               | 2016    | 2016               |
| État et territoire                     | Nombre  | % de la population | Nombre  | % de la population |
| -------------------------------------- | ------- | ------------------ | ------- | ------------------ |
| Nouvelle-Galles du Sud                 | 208 364 | 2,9                | 216 171 | 3,1                |
| Queensland                             | 188 892 | 4,2                | 186 484 | 4,2                |
| Australie-Occidentale                  | 88 277  | 3,8                | 75 981  | 3,3                |
| Territoire du Nord                     | 68 901  | 29,8               | 58 247  | 28,3               |
| Victoria                               | 47 327  | 0,9                | 47 788  | 0,9                |
| Australie-Méridionale                  | 37 392  | 2,3                | 34 181  | 2,2                |
| Tasmanie                               | 24 155  | 4,7                | 23 578  | 4,9                |
| Territoire de la capitale australienne | 6 167   | 1,7                | 6 508   | 1,7                |

### Situation sociale
Dès la colonisation, les Aborigènes ont été décimés par les massacres, les épidémies et les empoisonnements; beaucoup ont été confinés dans des réserves sur les terres les plus pauvres. L’alcool devient une monnaie d’échange qui provoque la violence et les colons exploitaient sexuellement les femmes ce qui provoquait des affrontements. Leur espérance de vie est de 17 à 32 ans plus faible que celle des autres Australiens, (cependant, les questions d'identité ne sont pas fréquemment posées dans les hôpitaux, les centres médicaux et les écoles, aussi cette statistique est contestée et difficile à vérifier). Le revenu moyen d'un foyer aborigène s'élève environ à 40 % de celui d'un non-aborigène. Enfin, la population carcérale compte 22 % d'Aborigènes. Beaucoup des communautés aborigènes qui dépendent fortement d'aide financière gouvernementale présentent les pires symptômes de la pauvreté : alcoolisme, drogue, fort taux d'incarcération, chômage, faible degré d'instruction ; mais le recensement de 2006 a montré qu'environ 50 % des Aborigènes vivent dans la société australienne et occupent tout l'éventail des métiers, y compris le commerce, les professions libérales et la gestion. L'état de santé et l'espérance de vie de ces personnes sont comparables à ceux des Australiens non-indigènes. Leurs enfants ont des niveaux d'aide scolaires et universitaires plus élevés que la moyenne de la population. Environ 70 000 indigènes vivent sur les terres traditionnelles selon les chiffres des marchés du travail et des services généraux et leur niveau de vie est inférieur aux autres.
En 1992, le Premier ministre Paul Keating prononça le Discours de Redfern au sujet des origines des mauvaises conditions de vie pour les Aborigènes. Il a cité la dépossession et la violence ; aussi bien que l'introduction des maladies et l'alcool par les Européens ; et la politique du déplacement des enfants indigènes par des gouvernements comme causes premières de la douleur contemporaine des indigènes. Les militants indigènes comme Noel Pearson ont de plus en plus argué du fait que d'autres causes importantes de la situation contemporaine des aborigènes ont provenu des politiques sociales de gouvernement depuis les années 1970 ; par lequel les peuples indigènes soient devenus dépendants de l'aide financière du gouvernement, une position soutenue par le successeur de Keating, John Howard.
En 2008, le Premier ministre Kevin Rudd lance un plan de lutte contre les multiples inégalités que subit la population aborigène. Ce plan intitulé Closing the gap (combler le fossé) portait sur sept objectifs à atteindre sur dix ans. L'évaluation faite en 2018 par le nouveau Premier ministre Malcolm Turnbull constate des progrès significatifs pour les taux de mortalité infantile, la scolarisation en maternelle et le taux de réussite au baccalauréat ; mais à l'inverse un échec relatif pour le taux de scolarisation, le niveau de lecture et de calcul, le taux de chômage et l'espérance de vie.
Les Aborigènes continuent encore aujourd'hui de subir une ségrégation raciale socio-économique : une espérance de vie moindre, un taux de suicide plus important, un accès à l’emploi et aux soins plus ardu. En 2022, l’ONG Human Rights Watch a souligné que les aborigènes étaient surreprésentés en prison et que les enfants indigènes avaient 20 fois plus de chances d’être incarcérés que les autres.

### Langue
On estime qu'à l'arrivée des Britanniques sur le continent, il existait au moins 250 langues en Australie, regroupées en 27 familles linguistiques et réparties en des centaines de dialectes (700 communautés linguistiques). Dans certains cas, une langue ou un dialecte n'était parlé que par une tribu ou un groupe régional, dans d'autres plusieurs groupes régionaux ou tribus parlaient des dialectes d'une même langue. De nombreuses langues ont disparu aujourd'hui, d'autres sont encore parlées par un petit nombre de locuteurs. D'autres encore sont des langues véritablement maternelles et certains groupes ne parlent que très mal l'anglais ou le pidgin et communiquent essentiellement dans leur langue aborigène. Les langues qui sont encore largement parlées aujourd'hui et qui ne sont pas en voie de disparition immédiate sont au nombre de 20 environ, tandis que 70 sont en danger d'extinction. Le nombre de locuteurs d'une langue australienne oscille souvent autour de 1000 à 5000. Voici quelques langues à titre d'exemples :
- l’alyawarra (1 500) dans le Territoire du Nord et le Queensland ;
- l’anindilyakwa (1 000) dans le Territoire du Nord et le golfe de Carpenterie ;
- l’arunta de l’Ouest (1 000) et l’arunta de l’Est (1500-2000) dans le Territoire du Nord ;
- le kala lagaw (3 000-4 000) dans les îles du détroit de Torres et dans le Queensland ;
- le murrinbata (1 000) dans le Territoire du Nord ;
- le pitjantjara (2 500) dans l’Australie-Méridionale ;
- le warlpiri (3 000) dans le Territoire du Nord ;
- le wik-mungkan (1 000) dans le Queensland ;
- le wati (5 000) langue du Désert de l'Ouest, en Australie-Occidentale, Territoire du Nord et le Australie-Méridionale.

Dans le nord de l'Australie, un créole d'anglais est apparu dans la première moitié du XXe siècle et s'est propagé dans les régions adjacentes. Ce créole, appelé kriol, est aujourd'hui la langue maternelle d'environ 15 000 personnes, essentiellement dans la région du Top End. Il ne s'agit pas d'une langue de contact (ou pidgin, langue véhiculaire limitée aux contextes d'échanges entre des groupes), mais bien d'une langue à part entière, que ses locuteurs considèrent souvent comme une langue aborigène au même titre que les langues plus anciennes. Une proportion importante de ses éléments lexicaux est empruntée de l'anglais, mais le vocabulaire spécifique (faune et flore, termes de parenté…) renvoie aux langues aborigènes. Le système de conjugaison et la grammaire sont relativement simples, comme c'est le cas dans de nombreux créoles. Dans les régions où le kriol est devenue la langue maternelle des communautés, les autres langues aborigènes sont souvent menacées d'extinction.
Certains mots des langues aborigènes sont passés dans la langue australienne (principalement des noms d'animaux, de plantes ou de lieux) : kangourou, koala, Uluru (appelé par les anglophones Ayers Rock), billabong.

## Religion

### Origines mythologiques et tradition orale
À Gumbalania, en Terre d'Arnhem, une légende de tradition orale évoque le voyage maritime au bout duquel les premiers hommes posèrent le pied sur le continent austral et rend compte des origines de son peuplement : Yingana, la mère de la création, est venue de très loin, de l'extrême-nord (Keukpi) transportant avec elle beaucoup de bébés dans des paniers. Quand la mer s'est calmée et que le vent est tombé, elle est arrivée près d'un rivage, s'est arrêtée, a déposé un premier bébé lui donnant une langue, un Moyeti, un nom de peau, un clan, un rite. C'était le premier. Puis elle a poursuivi son voyage, en a déposé un deuxième lui donnant un clan et un rite différent. Et ainsi de suite vers le sud et vers l'est.
Les traditions orales de plusieurs groupes aborigènes évoquent un déluge qui pourrait être le souvenir transmis de manière ininterrompue de génération en génération de la montée du niveau de la mer post-glaciation il y a au moins 7 000 ans, et jusqu'à 18 000 ans. Pendant cette période, chaque génération voit disparaître plus d'une centaine de kilomètres de territoire. Ces évènements sont notamment relatés par le peuple Pitjantiatiar (plaine de Nullarbor) dans le Wadinini en français : « Rêve du pinson » qui évoquent une migration du peuple Wadinini, ayant pour totem le pinson, de la côte sud jusque vers le centre du continent afin de fuir les inondations. Sur leur chemin ils auraient façonné les falaises de Nullarbor avec leurs lances afin d'arrêter la montée de la mer et ceci au prix de leur vie. Au nord-est c'est Garngour la femme-mouette qui a dessiné les îles Wellesley en découpant le rivage avec son radeau. Au sud Gurunderi a déclenché, par sa colère, un raz-de-marée séparant l'île Kangourou du continent. Dans la région de Kimberley, pour le peuple Wunanbalgaldera cette période coïncide avec l'apparition des moussons expliqué par le grand esprit Wandjina sortant un nuage de son halo et amenant la création des rivières, étangs, lacs de la région.

### «Temps du rêve»
Le « temps du rêve » (Tjukurpa en langue anangu) aussi appelé « le rêve », est le thème central de la culture des Aborigènes d’Australie. Le « temps du rêve » explique les origines de leur monde, de l’Australie et de ses habitants. Selon leur tradition, des créatures géantes, comme le Serpent arc-en-ciel, sont sorties de la terre, de la mer ou du ciel et ont créé la vie et les paysages australiens. Leurs corps géants ont créé des fleuves et des chaînes de montagne, mais leur esprit est resté dans la terre, rendant la terre elle-même sacrée aux peuples indigènes.

### Rapport à la nature
Les Aborigènes d’Australie protègent les sites totémiques. C’est dans ces sites que se reproduisent les « petits esprits » à l’origine de la reproduction du totem, c’est-à-dire tant de l’animal que de son correspondant humain. Leur destruction entraînerait l’extinction de l’espèce humaine et non humaine. Tuer un animal pour se nourrir n’est pas dommageable, car les petits esprits le régénéreront. Les Aborigènes d’Australie ne font pas la distinction entre ce qui serait naturel et ce qui serait culturel. Dans leur monde tout est à la fois naturel et culturel.

### Rites et initiation
Alain Testart évoque une religion dotées de nombreux éléments ésotériques et/ou initiatiques. De nombreuses tribus pratiquaient de la puberté à l'âge de quarante ans, des initiations et rites de passages importants liés à des modifications corporelles: avulsion dentaire dans le sud-est, circoncision parfois suivi de subincision dans tout le centre par exemple. Ces rites comportent des épreuves subies par un individu isolé pendant parfois plusieurs mois, comportant notamment des temps de cicatrisation des plaies.

## Organisation sociale et territoriale
La parenté chez les Aborigènes d'Australie repose sur un ensemble de systèmes légaux et coutumiers régissant les interactions sociales, en particulier le mariage, dans les cultures aborigènes traditionnelles d'Australie. Il s'agit d'un élément présent dans chaque groupe aborigène en Australie.

Lors de l'arrivée des colons, il y avait approximativement 500 tribus différentes en Australie,.

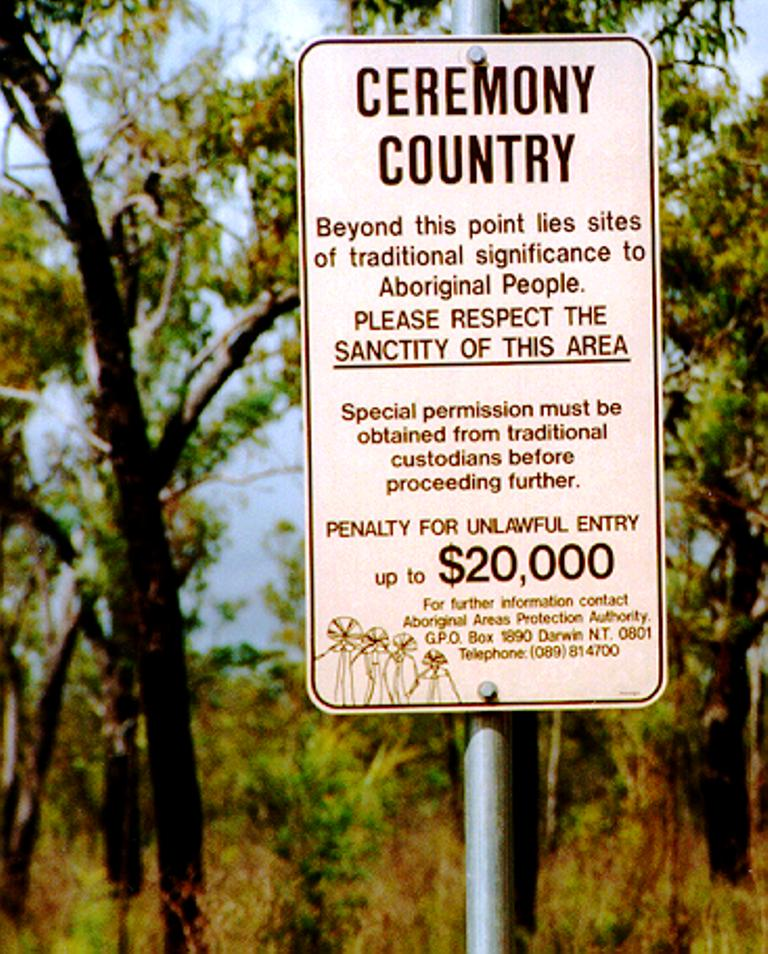
Les zones sacrées sont protégées par la loi

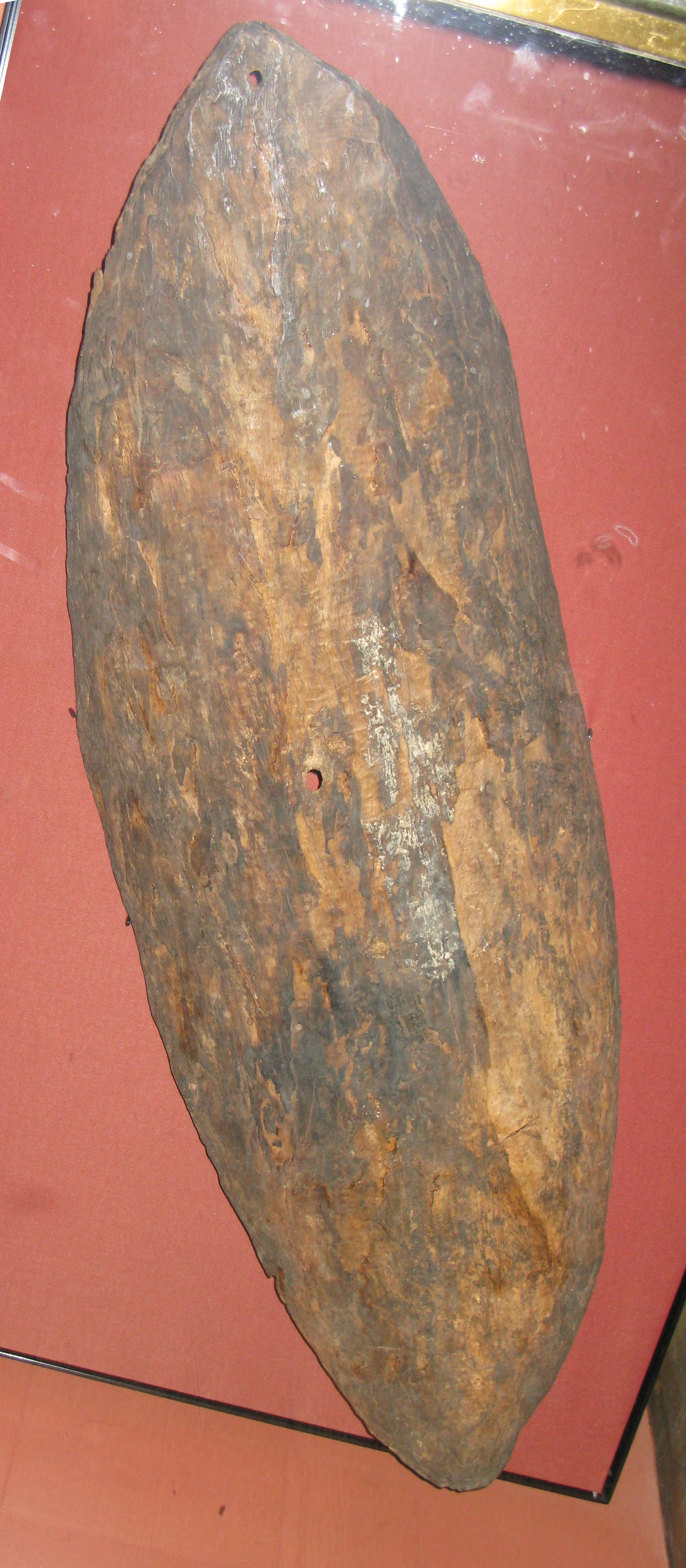

Les discussions et controverses sur l'organisation sociale et territoriale des Aborigènes ont été nombreuses, surtout parmi les anthropologues. Sommairement, il est néanmoins possible de dire que les Aborigènes étaient, et pour une partie sont encore aujourd'hui, organisés en tribu. (Une tribu est un ensemble de personnes qui adhèrent à un même ensemble de règles et normes coutumières, qui vivent sur un territoire plus ou moins délimité, qui parlent une langue commune et qui se marient normalement entre eux). La taille des tribus australiennes est variable. Certains groupes ne comptaient qu'une centaine de membres, comme les groupes dialectaux du Désert de l'Ouest, d'autres, comme les Warlpiri ou les Arrernte, comptent plusieurs milliers de personnes.
Les tribus sont souvent divisées en clans. Un clan est un groupe de descendance dont les membres disent descendre d'un même ancêtre (réel ou mythique). Les hommes d'un clan épousent normalement une femme d'un autre clan. Ce principe ou règle de mariage est appelée l'exogamie. Les clans australiens peuvent être matrilinéaires, c'est-à-dire que l'appartenance au clan est déterminée en ligne maternelle, mais la majeure partie des clans sont patrilinéaires, c'est-à-dire que c'est l'appartenance clanique du père qui détermine celle de ses enfants.
Mais si un clan est souvent le propriétaire d'une partie du territoire tribal, il n'en est pas forcément l'exploitant. Il n'y a en Australie pas forcément coïncidence entre groupe de propriétaires et groupe de résidents, c'est-à-dire ceux qui nomadisent ensemble, qui chassent et collectent ensemble, etc. Ce groupe de résidents a souvent été appelé horde, bande ou, mieux, groupe local. Selon certaines formules anthropologiques génériques, notamment provenant de l'anthropologue Radcliffe-Brown, le groupe local est le clan moins les femmes qui sont parties se marier dans d'autres clans, plus les femmes qui se sont mariées avec des hommes du clan.
Cette vision est considérée aujourd'hui comme trop simpliste, l'organisation territoriale étant souvent une question de négociation et d'adaptation permanente, où les membres des clans migraient et déménageaient souvent entre les différents groupes locaux.

Dans les années 1980, Eddie Mabo a entrepris de faire reconnaître légalement les traditions d'héritage et de marquage du territoire aborigènes qui vont à l'encontre la doctrine de terra nullius invoquée par les Britanniques pour justifier la colonisation de l'Australie.

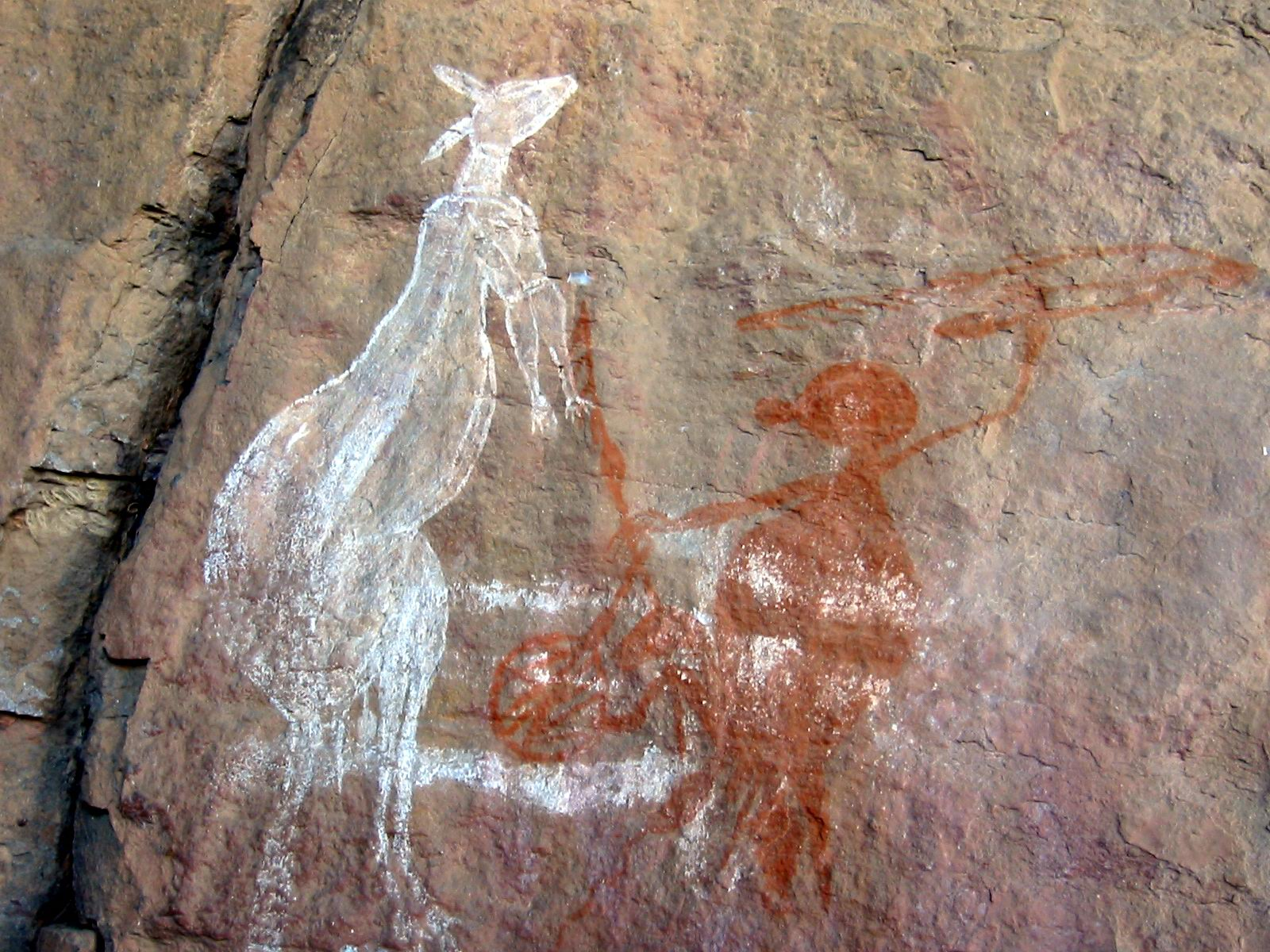
Kangourou et guerrier de Kakadu.

## Arts et culture

### Peinture
Les Aborigènes sont de remarquables peintres, sur écorces dans les Territoires du Nord, sur tissus et toiles dans la partie du désert central. Les dessins et figures qu'ils peignent ont tous une signification bien particulière apparentée à la mythologie du rêve et pouvant être assimilée à une forme d'écriture. À l'exception des peintures rupestres, la plupart des œuvres aborigènes étaient éphémères : peintures corporelles, dessins sur le sable, peintures végétales au sol… Les aborigènes de l’archipel de Dampier gravaient des pétroglyphes dans la roche rouge qui décrivaient leur environnement en montrant différents animaux actuellement disparus ou pas. Environ un million de motifs ont été gravés en l’espace de 50 000 ans par les diverses tribus aborigènes. Ces pétroglyphes permettent de remarquer des changements de leur environnement. En effet, ils représentent des animaux autant marins que terrestres selon les époques mais, il est compliqué de les dater, car l’on ne peut pas utiliser le carbone 14 pour situer ces pétroglyphes dans le temps. Comme le dit Ken Olvani dans l’émission de Peter Eeckhout « Enquêtes Archéologiques : Australie, le grand livre des aborigènes » : « dater les pétroglyphes est extrêmement problématique ». À partir des années 1970, les Aborigènes ont utilisé la peinture acrylique sur toile. Les œuvres aborigènes évoquent souvent le temps du rêve qui relate le mythe de la Création selon leur culture. En 2007, le tableau d'Emily Kngwarreye, Earth's Creation s'est vendu pour l'équivalent de 671 000 euros.
Albert Namatjira (28 juin 1902 - 8 août 1959), membre du peuple Arrernte de l'ouest, est l'un des plus célèbres peintres australiens. Il est surtout connu pour ses aquarelles de paysages du désert australien, un style qui a inspiré l'École Hermannsburg d'art aborigène.
Des exemples d'art rupestre peuvent être trouvés dans les parcs publics même dans les villes principales comme au Parc national Ku-ring-gai Chase à Sydney. Les Parcs nationaux d'Uluṟu-Kata Tjuṯa et de Kakadu, dans le Territoire du nord, sont classés sur la liste de l'UNESCO en tant que patrimoine culturel et présentent une histoire des techniques et du comportement illustrée par des peintures,,.
Enfin, la Galerie nationale d'Australie expose depuis 1988, le Mémorial aborigène érigé pour la commémoration du bicentenaire de l'Australie depuis la colonisation britannique analysée par les Aborigènes. Cette  œuvre est considérée comme une des vingt œuvres les plus puissantes du Musée et seule à ce jour[Quand ?], représentative de l'art aborigène, réalisée par des artistes aborigènes d'Australie.[réf. nécessaire]

### Musique et instruments

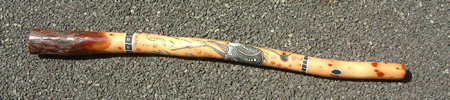
Un didjeridoo, ou yidaki

Les Aborigènes ont conservé nombre de chants ancestraux et développé des instruments très particuliers. Le yidaki ou didjeridoo est considéré comme l'instrument le plus représentatif des Aborigènes et certains avancent qu'il est le plus ancien des instruments à vent. Cependant, seuls les Aborigènes de l'Arnhem land en jouaient comme les Yolngu. De plus, seuls les hommes pouvaient en jouer.
Les musiciens koori ont contribué à la popularité de l'instrument qu'ils utilisent très fréquemment, et ont influencé d'autres artistes populaires comme le groupe de rock australien Midnight Oil qui intègre le didgeridoo sur quelques albums.
Dans la musique pop, on peut citer Jimmy Little (en), Lionel Rose, Christine Anu, Archie Roach et Geoffrey Gurrumul Yunupingu.
Actuellement[Quand ?], les musiciens aborigènes sont connus pour leur pratique du Rock and Roll, du hip hop et du reggae. L'un des groupes les plus connus est Yothu Yindi qui est reconnu comme le fondateur du rock aborigène.
Les thèmes indigènes ont été le sujet de la musique populaire par des non-aborigènes aussi bien — notamment par Paul Kelly (qui a chanté de la vie de Vincent Lingiari) et Slim Dusty (un chanteur de la musique country australienne qui était immensément populaire parmi les Aborigènes). Le didgeridoo a été également incorporé à la musique populaire australienne contemporaine — on peut citer Midnight Oil et par Xavier Rudd.
Deborah Cheetham est une soprano célèbre aborigène.

### Danse

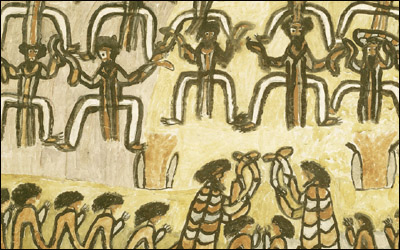
Corroboree: figures à grandes capes à peau de phalanger, par William Barak, 1898.

Les danses et cérémonies indigènes sont exécutées en Australie depuis des temps immémoriaux. Ces rituels avec le chant et la décoration du corps dépendraient souvent des contes du Temps du rêve. Un Corroboree est une réunion commémorative des Aborigènes d'Australie. Lors d'un Corroboree, les Aborigènes interagissent avec le Temps du rêve à travers la danse, la musique et le costume. De nombreuses cérémonies miment les événements de cette époque. La plupart de ces cérémonies sont sacrées et les gens extérieurs à la communauté ne sont pas autorisés à y participer ou à la regarder. « Leurs corps étaient peints de différentes manières et ils portaient des parures diverses qui n'étaient pas utilisées tous les jours ».
Pendant les années 1940, John Antill a composé la musique pour un ballet basé sur le Corroboree aborigène. La production a voyagé en Australie pendant les années 1950 et faisait partie du programme de la première visite royale en Australie par la reine Élisabeth II. La fusion des influences indigènes et occidentales est maintenant souvent vue dans les théâtres australiens. Le théâtre de danse de Bangarra (en) en est un exemple.

### Cinéma

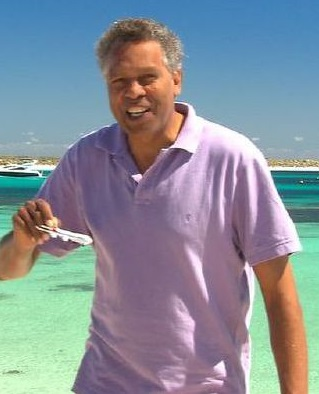
Ernie Dingo, acteur indigène.

Le cinéma australien est un des plus anciens du monde. Les cérémonies indigènes ont été parmi les premières scènes jamais enregistrées en Australie, notamment dans le film des danseurs d'Australie centrale de l'anthropologue Baldwin Spencer en 1900. Jedda par Charles Chauvel en 1955 a été le premier film où les rôles principaux étaient tenus par des Aborigènes, les acteurs Robert Tudawali et Ngarla Kunoth. C'était également le premier film australien en couleurs. Il a été présenté au festival de Cannes en 1955. D'autres films sur les coutumes ou personnalités indigènes incluent : La Randonnée de Nicolas Roeg (1971) ; Le Chant de Jimmy Blacksmith (The Chant of Jimmie Blacksmith) de Fred Schepisi (1976) ; Stormboy (en) (1976) par Henri Safran ; We of the Never Never de Igor Auzins (1982) ; Le Pays où rêvent les fourmis vertes (Wo die grünen Ameisen träumen) de Werner Herzog (1984) ; Crocodile Dundee de Peter Faiman (en) (1986) ; Aux frontières de la ville de Bruce Beresford 1986 ; Dead Heart (1996) par Nick Parsons ; Yolngu Boy (en) (2000) par Stephen Johnson ; The Tracker par Rolf de Heer (2002) ; Le Chemin de la liberté de Phillip Noyce (2002) ; Australia de Baz Luhrmann (2008) et Samson et Delilah par Warwick Thornton(2009).
Thomson of Arnhem Land (2000) est un documentaire sur l'anthropologue Donald Thomson et ses expériences avec les Yolngus de la Terre d'Arnhem. Les photographies de Thompson ont inspiré Rolf De Heer pour 10 canoës, 150 lances et 3 épouses. Ce film réalisé en 2006 par Rolf de Heer et Peter Djigirr a été le premier long métrage en langue indigène (Festival de Cannes 2006 : prix spécial du jury Un Certain Regard pour Rolf de Heer).
Mabo - Life Of An Island Man (1997) par Trevor Graham est un documentaire sur le Jugement Mabo.
Parmi les acteurs indigènes on peut citer : Ernie Dingo ; Burnum Burnum ; David Gulpilil ; Deborah Mailman et Aaron Pedersen.

### Littérature

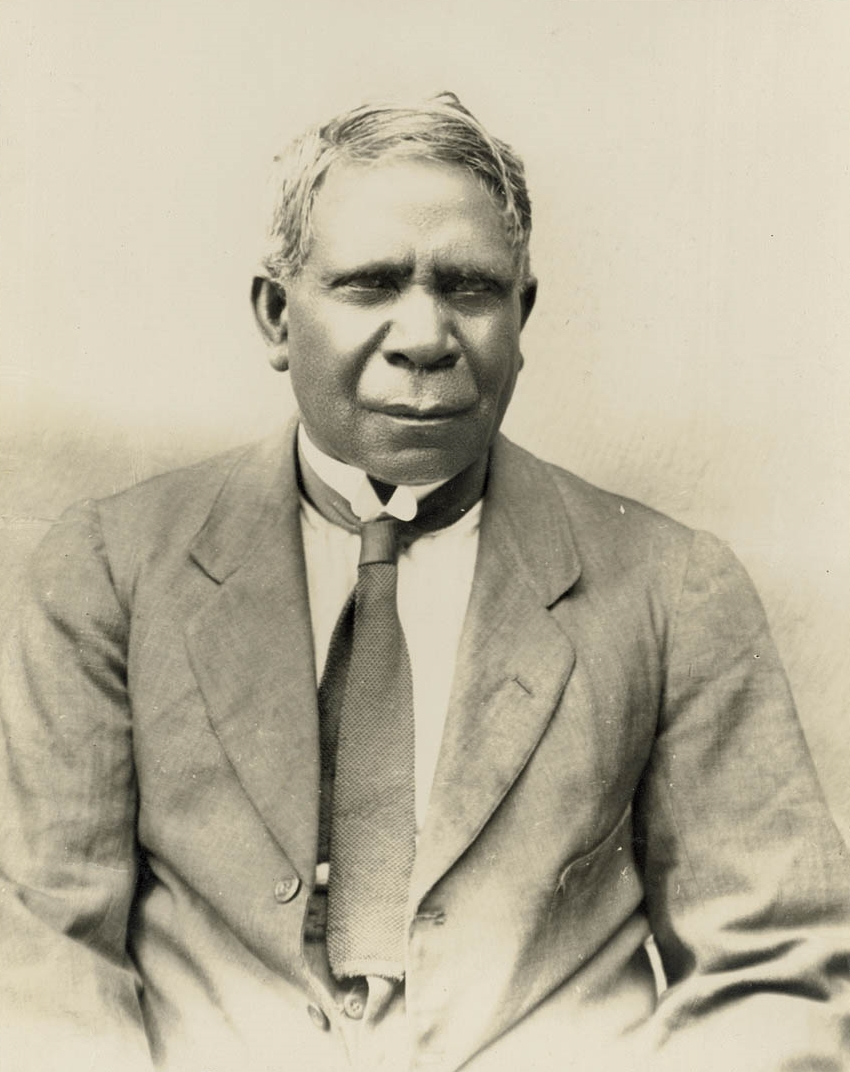
David Unaipon, écrivain, inventeur.

David Unaipon (1872 - 1967) fit, avec Legendary Tales of the Aborigines, un compte-rendu historique de la mythologie des Aborigènes d'Australie. Oodgeroo Noonuccal (1920-1995), poète célèbre, fut l'auteur du premier recueil de poésie écrit par un indigène: We Are Going (1964). My Place, de Sally Morgan, traite de la vie des indigènes actuels.
Les lettres de chefs indigènes comme Bennelong et Sir Douglas Nicholls sont également préservées en qualité de trésors de l'écriture australienne, de même que la pétition d'écorce de Yirrkala de 1963, inscrite sur de l'écorce et premier document indigène traditionnel ayant été reconnu par le Parlement australien.
Nombreux sont les récits et poèmes écrits sur des thèmes indigènes par des non-indigènes. Le Chant de Jimmy Blacksmith (The Chant of Jimmie Blacksmith), de Thomas Keneally, est un roman séminal dont le sujet est un épisode violent des relations interraciales en Australie ; David Malouf écrivitThe Only Speaker of his Tongue ; cette nouvelle prenant pour thème le dernier locuteur d'une langue aborigène rencontra un vif succès.
Watkin Tench (Narrative of the Expedition to Botany Bay et Complete Account of the Settlement at Port Jackson), Roderick J. Flanagan (The Aborigines of Australia, 1888), Walter Baldwin Spencer et Frank Gillen (The Native Tribes of Central Australia, 1899), l'anthropologue Donald Thomson traitant des Yolngu de terre d'Arnhem (c.1935-1943), Alan Moorehead (The fatal Impact, 1966), Geoffrey Blainey (Triumph of the Nomads, 1975), Henry Reynolds (The Other Side of the Frontier, 1981) et Marcia Langton (First Australians, 2008) sont les auteurs d'importants ouvrages historiques sur les Aborigènes d'Australie. Actuellement[Quand ?], les interprétations divergentes des relations entre Noirs et Blancs sont au cœur de discussions littéraires entre des intellectuels comme Robert Manne (en) et Keith Windshuttle (en),.
L'image des Aborigènes d'Australie dans l'art et la culture en Australie est marquée par :
- l'Inspecteur Napoléon Bonaparte des romans policiers de l'écrivain anglo-australien Arthur Upfield (1890-1964)),
- les scénarios des films et miniséries Mystery Road (2013).

### Théâtre
Dans son spectacle Foxtrot, l'humoriste controversé Dieudonné met en scène une délégation d'Aborigènes d'Australie participant aux championnats du monde de la victimisation,,.

### Sport

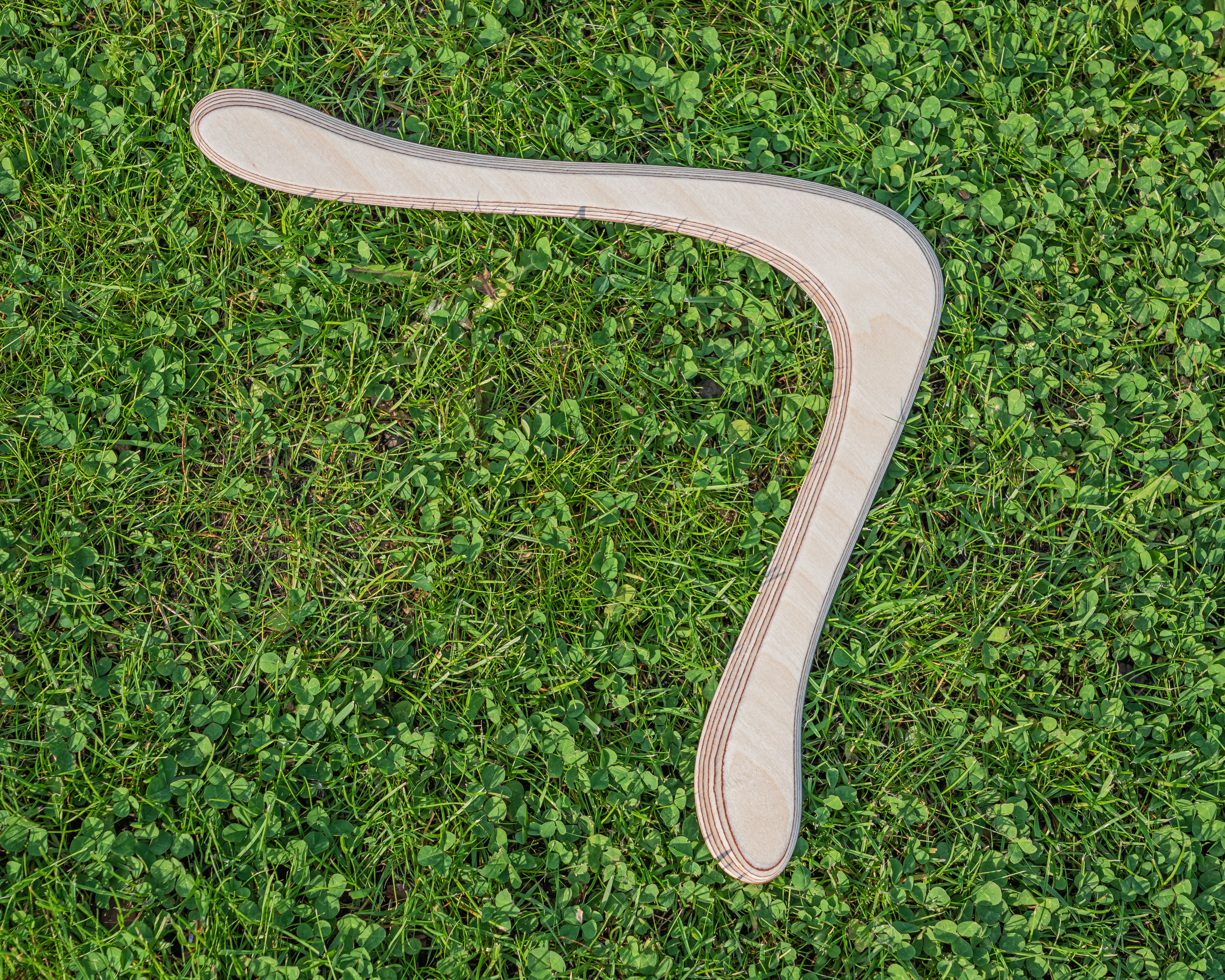
Boomerang classique en bois

Le passe-temps le plus célèbre des Aborigènes d'Australie est la pratique sportive du boomerang : un objet bipale, rigide et plat, coudé ou angulaire, doté d'un profil déterminé et qui, lancé à la main d'une certaine façon, vole en tournoyant sur lui-même, décrit une trajectoire plus ou moins courbe et peut revenir à son lanceur.
Les Aborigènes les plus célèbres en Australie comme dans le reste du monde sont, de même, des sportifs. Deux Aborigènes ont ainsi été champions du monde de boxe : Lionel Rose (« Australien de l'année 1968 ») en 1969 et Anthony Mundine en 2003. Mundine avait précédemment été joueur de rugby à XIII et c'est dans ce sport qu'un indigène a, pour la première fois, joué en équipe nationale : Lionel Morgan (en) qui a joué pour l'Australie en 1960 ; un autre rugbyman, Arthur Beetson, est devenu en 1973 le premier Aborigène à être capitaine d'une sélection sportive nationale.
Des Indigènes comme Wendell Sailor, Andrew Walker, Jim Williams et Glen Ella ont porté les couleurs du XV australien et Mark Ella a été le capitaine de l'Équipe nationale de rugby à XV pendant les années 1980.
Le premier Aborigène à avoir obtenu une médaille d'or aux Jeux olympiques a été Nova Peris en 1996 en Hockey sur gazon. Cathy Freeman a allumé la flamme des Jeux olympiques de Sydney en 2000. Freeman fêta sa victoire sur le 400 m en faisant flotter d'une main le drapeau aborigène et, de l'autre, le drapeau australien, exprimant une volonté de reconnaissance et d'unité.
La première équipe de cricket australien à voyager à l'étranger (en Angleterre en 1868), était entièrement composée d'Aborigènes. Jason Gillespie est devenu le premier joueur aborigène de Test cricket en 1996.
Le football australien est également très populaire parmi les Aborigènes ; ce sport fut pratiqué par des notables indigènes, dont l'ancien gouverneur d'Australie-Méridionale, Sir Douglas Nicholls. Evonne Goolagong, tenniswoman, a remporté sept titres du grand chelem durant les années 1970.

### Bush Tucker: cuisine des Aborigènes

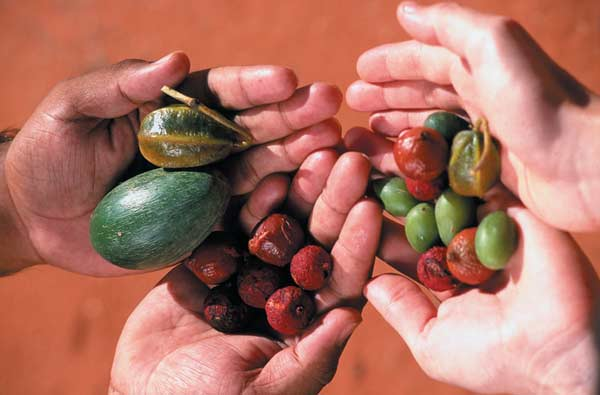
Fruits du Bush récoltés dans le parc du désert d'Alice Springs : malgré leur rareté, les baies (genre Solanum pour la plupart) constituent la base de l'alimentation aborigène.

Le Bush tucker est un terme australien qui désigne l'ensemble des espèces animales et végétales natives d'Australie permettant à l'homme de se nourrir dans la nature. La connaissance de ces ressources fait partie intégrante de la culture aborigène.
Le Bush tucker désigne aussi le statut privilégié dont jouit l'homme de la tribu qui est chargé de la cueillette et de la chasse.
Comme connaisseur du Bush Tucker, on peut citer Les Hiddins (en), qui a fait la série télévisée australienne Bush Tucker Man (en).

## Liste d'Aborigènes célèbres

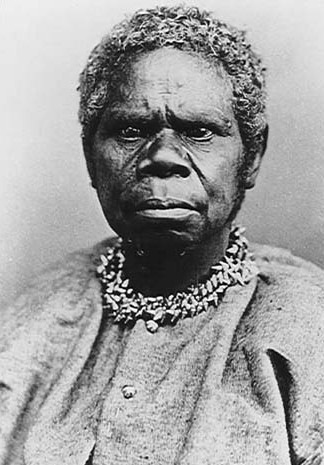
Truganini en 1866.

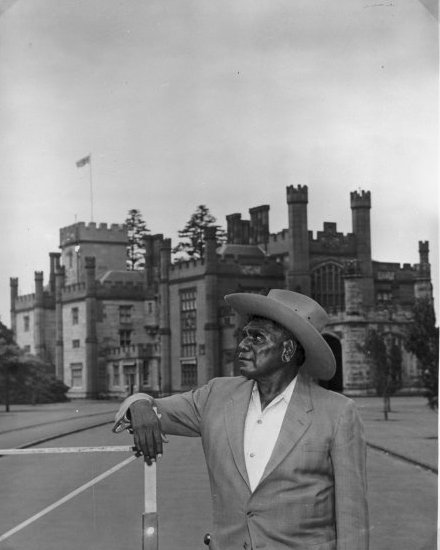
Albert Namatjira, à la maison du gouverneur à Sydney, 1955.

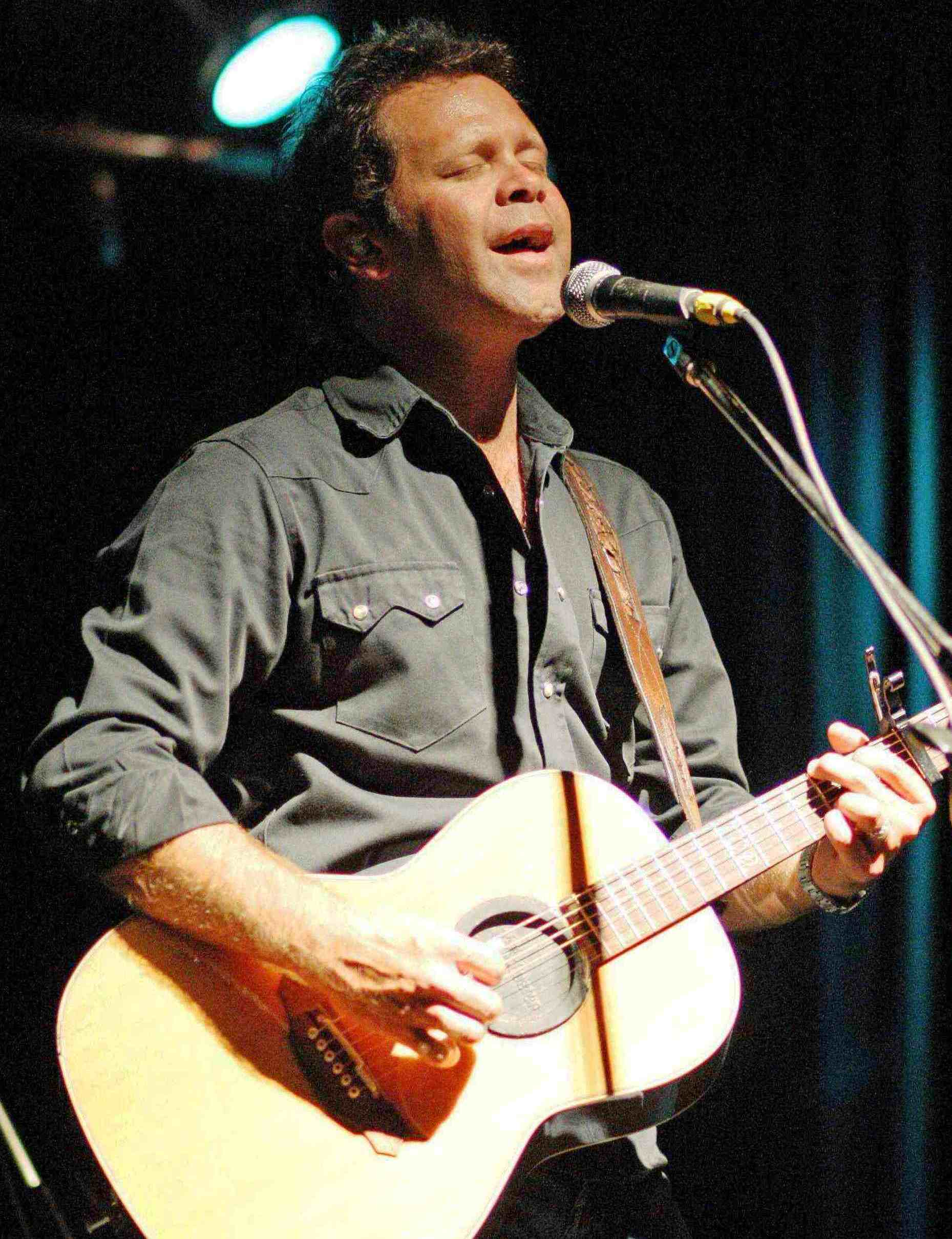
Troy Cassar-Daley, chanteur de la musique country.

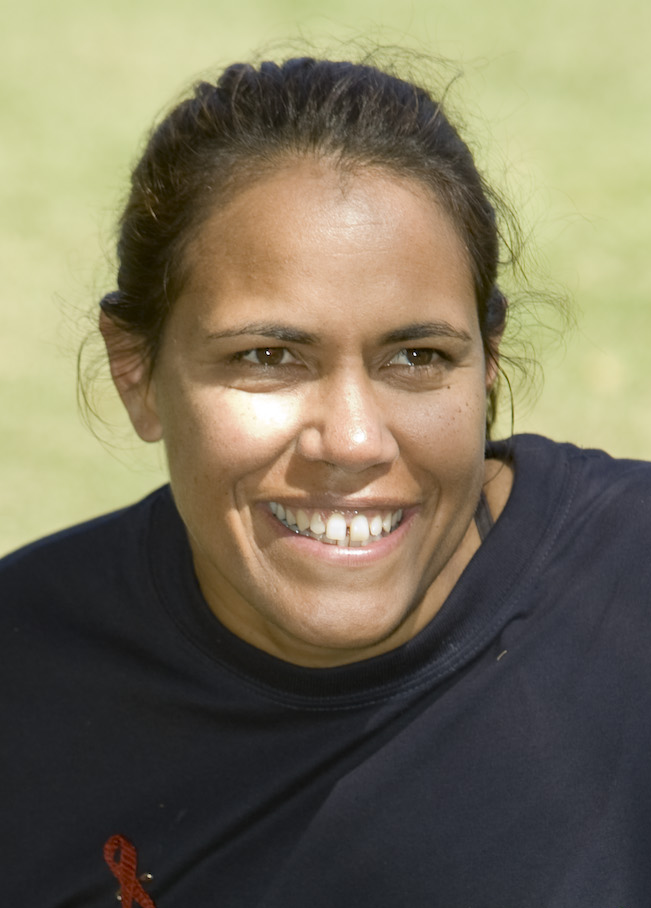
Cathy Freeman.

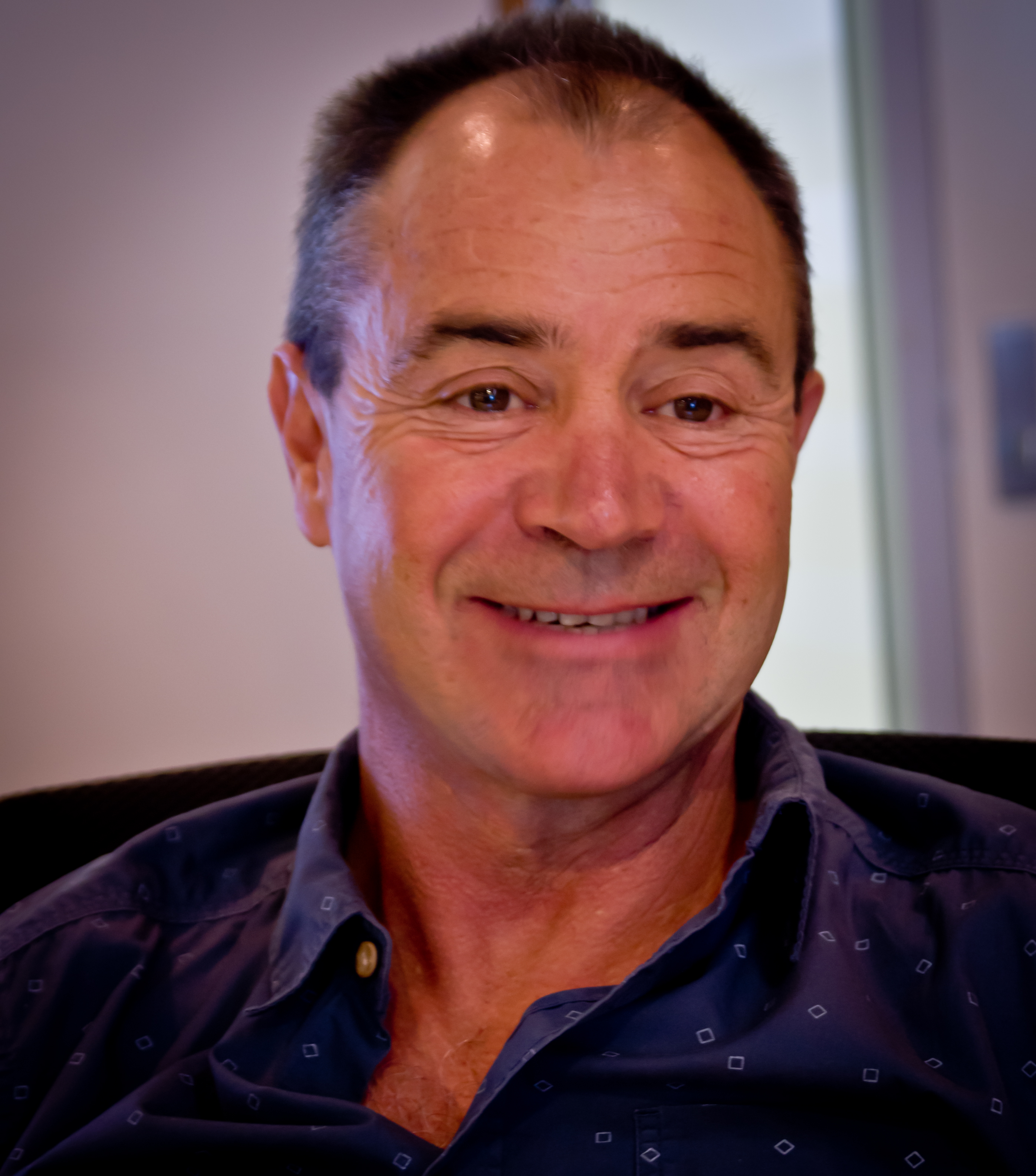
Kim Scott, écrivain.

- Barangaroo (v.1750-1791), épouse de Bennelong
- Bennelong (v.1764-1813), intermédiaire entre colons britanniques et Aborigènes
- Pemulwuy (v.1769-1802), résistant à la colonisation britannique
- Patyegarang (v.1775-?), qui a enseigné la langue darug à William Dawes
- Nanbarry (v.1780-1821), interprète
- Bungaree (v.1775-1830), explorateur, artiste et diplomate
- Mokare (1800-1831), médiateur, pacifiste
- Yagan (1795-1833), résistant à la colonisation britannique
- Truganini (1812-1876), « dernière des Aborigènes de Tasmanie »
- David Unaipon (1872-1967), inventeur, écrivain, philosophe. Son effigie figure sur le billet de 50 dollar australien
- Pearl Gibbs (1901-1983), militante des droits des Aborigènes
- Albert Namatjira (1902-1959), peintre
- Sir Douglas Nicholls (1906-1988), gouverneur d'Australie-Méridionale, pasteur, athlète
- Vincent Lingiari (1908-1988) AM ancien du Gurindji
- Jack Davis (poète) (en) (1917-2000), poète, dramaturge
- Oodgeroo Noonuccal (1920-1993), poète
- Big Bill Neidjie (1920-2002), dernier locuteur de la langue gaagudju
- Neville Bonner AO (1922-1999), premier député fédéral aborigène, en 1971, « Australian of the Year 1979 »
- Shirley Smith ou « Mum Shirl » (1924-1998), célèbre pour l'aide qu'elle apporta aux démunis
- Eric Deeral (1932-2012), homme politique
- Naata Nungurrayi (1932-2021), peintre
- Kevin Gilbert (1933-1993), poète, dramaturge
- Ruby Langford Ginibi (en) (1934-2011), écrivain, historienne
- Philip Gudthaykudthay (1935-2022), peintre
- Burnum Burnum (1936-1997), militant des droits des Aborigènes, acteur
- Charles Perkins (en) (1936-2000) militant
- Jimmy Little (en) AO (1937-2012) chanteur, compositeur
- Doris Pilkington Garimara (1937-2014), écrivain
- Pat O'Shane (en) (1941-) magistrat
- Arthur Beetson (1945-2011), ancien joueur et capitaine de l'équipe d'Australie de rugby à XIII
- Mervyn Bishop (en) (1945-), photographe
- Gulumbu Yunupingu (1945-2012), artiste
- Galarrwuy Yunupingu (en) AM (1948-2023), militant, « Australian of the Year 1978 »
- Lionel Rose MBE (1948-2011), champion du monde de boxe, « Australian of the Year 1968 »
- Mick Dodson (en) AM (1950-), universitaire, « Australian of the Year 2009 »
- Freddie Timms (1946-2017), artiste
- Marcia Langton (1951-), anthropologue et géographe
- Evonne Goolagong AO (1951-) MBE, joueur de tennis, « Australian of the Year 1971 »
- Sally Morgan (1951-), écrivain
- Ken Wyatt (1952-), le premier Aborigène élu à la Chambre des Représentants du Parlement fédéral
- David Gulpilil (1953-2021), acteur
- Daisy Jugadai Napaltjarri (1955-2008), artiste
- Ernie Dingo (1956-), acteur
- Archie Roach (1956-2022), musicien
- Mandawuy Yunupingu (1956-2013), musicien, « Australian of the Year 1992 »
- Warren Mundine (1956-), homme politique
- Kim Scott (1957-), écrivain
- Lionel Fogarty (en) (1958-), poète, militant
- Lillian Crombie (1958-2024), actrice
- Mark Ella (1959-), capitaine des Wallabies (équipe nationale de rugby à XV)
- Bess Price (1960-), femme politique
- Tracey Moffatt (1960-), photographe, cinéaste
- Aden Ridgeway (en) (1962-), ancien sénateur
- Stan Grant (en) (1963-), journaliste à CNN puis à la Australian Broadcasting Corporation
- Noel Pearson (1965-), avocat, l'un des plus célèbres défenseurs contemporains des droits aborigènes
- Alan Dargin (1967-2008), musicien et acteur
- Troy Cassar-Daley (1969-), chanteur de musique country
- Geoffrey Gurrumul Yunupingu (1970-2017), musicien
- Nova Peris AM (1971-) athlète olympique
- Jeffrey Lee (1971-), ranger du parc de Kakadu, défenseur du territoire de son clan menacé par l'exploitation d'uranium
- Deborah Mailman (1972) acteur
- Cathy Freeman (1973-), athlète, médaille d'or du 400 mètres aux Jeux olympiques d'été de Sydney en 2000
- Andrew Walker (1973-), joueur de rugby (sélectionné dans l'équipe nationale des Wallabies)
- Jason Gillespie (1975-), joueur de cricket
- Anthony Mundine (1975-), joueur de rugby à XIII et champion du monde de boxe
- Jacinta Price (1981-), femme politique
- Patrick Mills (1988-), joueur de basket-ball en NBA et international australien
- Kurtley Beale (1989-), joueur de rugby à XV, équipe nationale des Wallabies
- Tai Tuivasa (1993-), pratiquant de MMA
- Brandon Walters (1996-), acteur (notamment dans le film Australia de Baz Luhrmann (2008))
- Isaiah Firebrace (1999-) chanteur, représentant de l'Australie au Concours Eurovision de la chanson 2017
- Aretha Brown (2000-), militante pour la jeunesse aborigène australienne, humoriste et artiste

Parmi les indigènes du détroit de Torrès célèbres, citons :
- Eddie Mabo (1936-1992), dont le nom est associé à l'annulation de la doctrine de terra nullius en Australie ;
- Seaman Dan (en) (1929-2020), musicien ;
- Christine Anu (1970-), chanteuse de musique pop ;
- Wendell Sailor (1974-), joueur des équipes nationales du rugby à XV et du rugby à XIII.

#### Filmographie
- Films sur les aborigènes d'Australie, dont
  - 10 canoës, 150 lances et 3 épouses (2006), film qui évoque la vie et les mythes des premiers habitants de l'Australie, bien avant la colonisation.
  - Le chemin de la liberté (Rabbit-Proof Fence), film sorti en 2002, qui raconte l'histoire vraie d'une victime des générations volées.
  - Les ramener à la maison (en) (1997), rapport sur les Générations volées (1869-1969).
- Walter MacDougall (en) (1907-1976)
- First Contact est une série télévisée australienne diffusée en 2014.

#### Droit international
- Anthropologie juridique, Coutume, Savoirs traditionnels
- Peuple autochtone, Droit des peuples autochtones (Déclaration des droits des peuples autochtones)
- Mission civilisatrice, Destinée manifeste, Génocide des peuples autochtones
- Terra nullius, Doctrine de la découverte, Colonialisme, Colonisation, Décolonisation, Néocolonialisme, Droit des peuples à disposer d'eux-mêmes

#### Études théoriques
- Guerres de l'histoire, Études postcoloniales, Études décoloniales